# Liga a IV-a 2016-2017
Liga a IV-a 2016–2017 a fost cel de-al 75-lea sezon al Ligii a IV-a, al patrulea nivel al sistemului de ligi al fotbalului românesc. Echipele campioane ale fiecărei asociații județene au jucat meciuri de baraj pentru promovarea în Liga a III-a.

## Campionate județene
| - Alba (AB) - Arad (AR) - Argeș (AG) - Bacău (BC) - Bihor (BH) - Bistrița-Năsăud (BN) - Botoșani (BT) - Brașov (BV) - Brăila (BR) - București (B) - Buzău (BZ) | - Caraș-Severin (CS) - Călărași (CL) - Cluj (CJ) - Constanța (CT) - Covasna (CV) - Dâmbovița (DB) - Dolj (DJ) - Galați (GL) - Giurgiu (GR) - Gorj (GJ) - Harghita (HR) | - Hunedoara (HD) - Ialomița (IL) - Iași (IS) - Ilfov (IF) - Maramureș (MM) - Mehedinți (MH) - Mureș (MS) - Neamț (NT) - Olt (OT) - Prahova (PH) | - Satu Mare (SM) - Sălaj (SJ) - Sibiu (SB) - Suceava (SV) - Teleorman (TR) - Timiș (TM) - Tulcea (TL) - Vaslui (VS) - Vâlcea (VL) - Vrancea (VN) |

## Baraj promovare Liga a III-a
Meciurile s-au disputat pe 17 și 24 iunie 2017.
| Echipa 1                        | Scor gen. | Echipa 2                       | Tur           | Retur |
| ------------------------------- | --------- | ------------------------------ | ------------- | ----- |
| CS Strehaia (MH)                | 2–12      | (TR) Voința Saelele            | 2–4           | 0–8   |
| Pescărușul Sarichioi (TL)       | 2–8       | (CT) Farul Constanța           | 2–7           | 0–1   |
| Dentaș Tărtășești (DB)          | 2–5       | (PH) Petrolul Ploiești         | 0–3           | 2–2   |
| Universitatea Cluj (CJ)         | 14–0      | (MM) Lăpușul Târgu Lăpuș       | 8–0           | 6–0   |
| CS Diosig (BH)                  | 1–7       | (AR) Șoimii Lipova             | 1–6           | 0–1   |
| FC Avrig (SB)                   | 4–1       | (AG) Unirea Bascov             | 1–0           | 3–1   |
| Progresul Spartac București (B) | 6–5       | (IF) Voința Crevedia           | 0-3 (forfeit) | 6–2   |
| Mureșul Rușii Munți (MS)        | 2–4       | (BV) Viitorul Ghimbav          | 0–2           | 2–2   |
| CS Amara (IL)                   | 2–9       | (BZ) Metalul Buzău             | 0–4           | 2–5   |
| Dunărea Giurgiu (GR)            | 2–3       | (CL) Agricola Borcea           | 2–2           | 0–1   |
| Pro Mureșul Toplița (HR)        | 0–9       | (CV) KSE Târgu Secuiesc        | 0–3           | 0–6   |
| Internațional Bălești (GJ)      | 5–2       | (DJ) Tractorul Cetate          | 2–1           | 3–1   |
| Viitorul Dăești (VL)            | 0–2       | (OT) FC Milcov                 | 0–0           | 0–2   |
| Unirea Tășnad (SM)              | 5–2       | (SJ) Dumbrava Gâlgău Almașului | 2–1           | 3–1   |
| ACS Dumitra (BN)                | 0–2       | (SV) Bucovina Rădăuți          | 0–0           | 0–2   |
| Sănătatea Dărăbani (BT)         | 5–3       | (BC) Viitorul Curița           | 1–0           | 4–3   |
| Victoria Traian (BR)            | 7–1       | (VS) FC 2007 Gârceni           | 4–0           | 3–1   |
| Unirea Mircești (IS)            | 1–2       | (GL) Oțelul Galați             | 1–0           | 0–2   |
| Teiul Poiana Teiului (NT)       | 3–5       | (VR) CSM Focșani               | 1–2           | 2–3   |
| Viitorul Caransebeș (CS)        | 2–5       | (AB) Șurianu Sebeș             | 1–2           | 1–3   |
| Inter Petrila (HD)              | 2–5       | (TM) CS Ghiroda                | 1–2           | 1–3   |

## Clasamente

### Alba
| Loc | Echipa                      | MJ | V  | E | Î  | GM  | GP  | DG  | Pct | Calificare                              |
| --- | --------------------------- | -- | -- | - | -- | --- | --- | --- | --- | --------------------------------------- |
| 1   | Șurianu Sebeș (C, Q)        | 26 | 23 | 2 | 1  | 101 | 13  | +88 | 71  | Calificare baraj promovare Liga a III-a |
| 2   | CS Ocna Mureș               | 26 | 18 | 3 | 5  | 63  | 23  | +40 | 57  |                                         |
| 3   | Viitorul Spicul Daia Romană | 26 | 16 | 6 | 4  | 54  | 25  | +29 | 54  |                                         |
| 4   | Transalpina Șugag           | 26 | 15 | 6 | 5  | 72  | 31  | +41 | 51  |                                         |
| 5   | Sportul Petrești            | 26 | 14 | 4 | 8  | 50  | 33  | +17 | 46  |                                         |
| 6   | CIL Blaj                    | 26 | 13 | 6 | 7  | 54  | 22  | +32 | 45  |                                         |
| 7   | Viitorul Sântimbru          | 26 | 12 | 3 | 11 | 49  | 36  | +13 | 39  |                                         |
| 8   | Inter Ciugud                | 26 | 10 | 5 | 11 | 50  | 49  | +1  | 35  |                                         |
| 9   | Olimpia Aiud                | 26 | 9  | 6 | 11 | 47  | 58  | −11 | 33  |                                         |
| 10  | Dalia Sport Daia Romană     | 26 | 8  | 5 | 13 | 32  | 53  | −21 | 29  |                                         |
| 11  | Energia Săsciori            | 26 | 7  | 5 | 14 | 40  | 55  | −15 | 26  |                                         |
| 12  | Rapid CFR Teiuș             | 26 | 3  | 6 | 17 | 21  | 80  | −59 | 15  |                                         |
| 13  | Fortuna Lunca Mureșului     | 26 | 2  | 5 | 19 | 32  | 93  | −61 | 11  |                                         |
| 14  | Gaz Metan Valea Lungă       | 26 | 1  | 0 | 25 | 14  | 108 | −94 | 3   |                                         |

### Arad
| Loc | Echipa               | MJ | V  | E | Î  | GM  | GP  | DG   | Pct | Calificare                              |
| --- | -------------------- | -- | -- | - | -- | --- | --- | ---- | --- | --------------------------------------- |
| 1   | Șoimii Lipova (C, Q) | 30 | 28 | 1 | 1  | 118 | 17  | +101 | 85  | Calificare baraj promovare Liga a III-a |
| 2   | Crișul Chișineu-Criș | 30 | 28 | 1 | 1  | 105 | 12  | +93  | 85  |                                         |
| 3   | Frontiera Curtici    | 30 | 21 | 1 | 8  | 92  | 40  | +52  | 64  |                                         |
| 4   | Progresul Pecica     | 30 | 19 | 6 | 5  | 89  | 42  | +47  | 63  |                                         |
| 5   | Unirea Sântana       | 30 | 20 | 0 | 10 | 86  | 50  | +36  | 60  |                                         |
| 6   | Victoria Felnac      | 30 | 14 | 4 | 12 | 55  | 44  | +11  | 46  |                                         |
| 7   | Victoria Zăbrani     | 30 | 13 | 7 | 10 | 51  | 48  | +3   | 46  |                                         |
| 8   | Șoimii Șimand        | 30 | 12 | 3 | 15 | 70  | 76  | −6   | 39  |                                         |
| 9   | Păulișana Păuliș     | 30 | 11 | 5 | 14 | 55  | 64  | −9   | 38  |                                         |
| 10  | ACS Socodor          | 30 | 9  | 2 | 19 | 45  | 80  | −35  | 29  |                                         |
| 11  | CS Glogovăț 2013     | 30 | 9  | 2 | 19 | 34  | 92  | −58  | 29  |                                         |
| 12  | Cetate Săvârșin      | 30 | 9  | 1 | 20 | 60  | 108 | −48  | 28  |                                         |
| 13  | Voința Mailat        | 30 | 7  | 6 | 17 | 45  | 72  | −27  | 27  |                                         |
| 14  | CS Ineu              | 30 | 7  | 3 | 20 | 47  | 93  | −46  | 24  |                                         |
| 15  | UTA Arad II          | 30 | 5  | 5 | 20 | 39  | 88  | −49  | 20  |                                         |
| 16  | CS Dorobanți         | 30 | 2  | 5 | 23 | 39  | 104 | −65  | 11  |                                         |

1. 1 2  Șoimii Lipova–Crișul Chișineu-Criș 0–1; Crișul Chișineu-Criș–Șoimii Lipova 0–2.
2. 1 2  Victoria Felnac–Victoria Zăbrani 2–0; Victoria Zăbrani–Victoria Felnac 3–2.
3. 1 2  ACS Socodor–CS Glogovăț 4–0; CS Glogovăț–ACS Socodor 1–0.

### Argeș
| Loc | Echipa                   | MJ | V  | E | Î  | GM  | GP  | DG   | Pct | Calificare                              |
| --- | ------------------------ | -- | -- | - | -- | --- | --- | ---- | --- | --------------------------------------- |
| 1   | Unirea Bascov (C, Q)     | 30 | 29 | 1 | 0  | 150 | 22  | +128 | 88  | Calificare baraj promovare Liga a III-a |
| 2   | Atletic Bradu II         | 30 | 20 | 2 | 8  | 96  | 65  | +31  | 62  |                                         |
| 3   | Viitorul Ștefănești      | 30 | 20 | 1 | 9  | 97  | 51  | +46  | 61  |                                         |
| 4   | Victoria Buzoiești       | 30 | 17 | 5 | 8  | 80  | 45  | +35  | 56  |                                         |
| 5   | CS Albota                | 30 | 17 | 3 | 10 | 106 | 80  | +26  | 54  |                                         |
| 6   | Vulturii Priboieni       | 30 | 16 | 6 | 8  | 93  | 80  | +13  | 54  |                                         |
| 7   | ACS Poiana Lacului       | 30 | 16 | 4 | 10 | 90  | 65  | +25  | 52  |                                         |
| 8   | Gloria Berevoești        | 30 | 16 | 3 | 11 | 80  | 63  | +17  | 51  |                                         |
| 9   | Sporting Pitești         | 30 | 15 | 6 | 9  | 86  | 46  | +40  | 51  |                                         |
| 10  | Steaua Roșie Slobozia    | 30 | 11 | 4 | 15 | 76  | 71  | +5   | 37  |                                         |
| 11  | Basarabi Curtea de Argeș | 30 | 11 | 2 | 17 | 79  | 81  | −2   | 35  |                                         |
| 12  | DLR Pitești              | 30 | 9  | 3 | 18 | 71  | 99  | −28  | 30  |                                         |
| 13  | CS Rucăr                 | 30 | 6  | 2 | 22 | 63  | 126 | −63  | 20  |                                         |
| 14  | Young Boys Slobozia      | 30 | 6  | 2 | 22 | 30  | 77  | −47  | 20  |                                         |
| 15  | Olimpia Suseni           | 30 | 6  | 0 | 24 | 47  | 149 | −102 | 18  |                                         |
| 16  | AS Micești               | 30 | 2  | 2 | 26 | 41  | 165 | −124 | 8   |                                         |

1. 1 2  Albota–Vulturii Priboieni 1–1; Vulturii Priboieni–Albota 2–4.
2. 1 2  Sporting Pitești–Gloria Berevoești 4–0; Gloria Berevoești–Sporting Pitești 6–1.
3. 1 2  Rucăr–Young Boys Slobozia 1–2; Young Boys Slobozia–Rucăr 0–3.
4. ↑  Young Boys Slobozia a fost exclusă din campionat după 17 etape și a pierdut toate meciurile rămase cu 0–3.

### Bacău
| Loc | Echipa                     | MJ | V  | E | Î  | GM  | GP  | DG   | Pct | Calificare sau retrogradare             |
| --- | -------------------------- | -- | -- | - | -- | --- | --- | ---- | --- | --------------------------------------- |
| 1   | Viitorul Curița (C, Q)     | 30 | 26 | 2 | 2  | 126 | 27  | +99  | 80  | Calificare baraj promovare Liga a III-a |
| 2   | Voința Oituz               | 30 | 21 | 5 | 4  | 83  | 29  | +54  | 68  |                                         |
| 3   | Viitorul Nicolae Bălcescu  | 30 | 20 | 5 | 5  | 101 | 44  | +57  | 65  |                                         |
| 4   | Vulturul Măgirești         | 30 | 20 | 4 | 6  | 121 | 49  | +72  | 64  |                                         |
| 5   | Voința Gârleni             | 30 | 20 | 4 | 6  | 99  | 44  | +55  | 64  |                                         |
| 6   | AS Filipești               | 30 | 18 | 3 | 9  | 88  | 58  | +30  | 57  |                                         |
| 7   | CS Dofteana                | 30 | 16 | 4 | 10 | 74  | 57  | +17  | 52  |                                         |
| 8   | Biruința Letea Veche Bacău | 30 | 12 | 4 | 14 | 62  | 72  | −10  | 40  |                                         |
| 9   | CSM Moinești               | 30 | 10 | 6 | 14 | 63  | 74  | −11  | 36  |                                         |
| 10  | AS Negri                   | 30 | 9  | 6 | 15 | 60  | 73  | −13  | 33  |                                         |
| 11  | Aripile Cleja              | 30 | 9  | 3 | 18 | 61  | 101 | −40  | 30  |                                         |
| 12  | Siretul Bacău              | 30 | 8  | 5 | 17 | 66  | 78  | −12  | 29  |                                         |
| 13  | Măgura Cașin               | 30 | 8  | 3 | 19 | 52  | 94  | −42  | 27  |                                         |
| 14  | Gloria Zemeș               | 30 | 7  | 2 | 21 | 59  | 117 | −58  | 23  |                                         |
| 15  | AS Târgu Ocna (R)          | 30 | 4  | 0 | 26 | 46  | 136 | −90  | 12  | Retrogradare Liga a V-a Bacău           |
| 16  | Flamura Roșie Sascut (R)   | 30 | 3  | 2 | 25 | 26  | 134 | −108 | 11  | Retrogradare Liga a V-a Bacău           |

1. 1 2  Vulturul Măgirești–Voința Gârleni 3–0; Voința Gârleni–Vulturul Măgirești 4–3

### Bihor
| Loc | Echipa                     | MJ | V  | E  | Î  | GM | GP  | DG   | Pct | Calificare sau retrogradare             |
| --- | -------------------------- | -- | -- | -- | -- | -- | --- | ---- | --- | --------------------------------------- |
| 1   | CS Diosig (C, Q)           | 28 | 22 | 3  | 3  | 94 | 32  | +62  | 69  | Calificare baraj promovare Liga a III-a |
| 2   | Bihorul Beiuș              | 28 | 20 | 6  | 2  | 72 | 24  | +48  | 66  |                                         |
| 3   | Universitatea Oradea       | 28 | 19 | 3  | 6  | 82 | 35  | +47  | 60  |                                         |
| 4   | Crișul Sântandrei          | 28 | 17 | 4  | 7  | 90 | 45  | +45  | 55  |                                         |
| 5   | Unirea Valea lui Mihai     | 28 | 17 | 2  | 9  | 54 | 32  | +22  | 53  |                                         |
| 6   | Unirea Livada              | 28 | 15 | 5  | 8  | 62 | 53  | +9   | 50  |                                         |
| 7   | Viitorul Borș              | 28 | 11 | 4  | 13 | 62 | 58  | +4   | 37  |                                         |
| 8   | CS Mădăras                 | 28 | 11 | 4  | 13 | 60 | 71  | −11  | 37  |                                         |
| 9   | Crișul Aleșd               | 28 | 11 | 3  | 14 | 50 | 48  | +2   | 36  |                                         |
| 10  | CSO Ștei                   | 28 | 8  | 12 | 8  | 41 | 47  | −6   | 36  |                                         |
| 11  | CS Oșorhei II              | 28 | 9  | 7  | 12 | 41 | 62  | −21  | 34  |                                         |
| 12  | CSC Sânmartin              | 28 | 7  | 7  | 14 | 44 | 61  | −17  | 28  |                                         |
| 13  | Olimpia Salonta            | 28 | 5  | 4  | 19 | 33 | 61  | −28  | 19  |                                         |
| 14  | FC Paleu (R)               | 27 | 2  | 4  | 21 | 15 | 60  | −45  | 10  | Retrogradare Liga a V-a Bihor           |
| 15  | Padișul Bihorul Gurani (R) | 27 | 0  | 2  | 25 | 12 | 123 | −111 | 2   | Retrogradare Liga a V-a Bihor           |
| 16  | Locadin Țețchea (R)        | 0  | 0  | 0  | 0  | 0  | 0   | 0    | 0   | Exclusă                                 |

1. 1 2  Viitorul Borș–Mădăras 7–1; Mădăras–Viitorul Borș 2–1
2. 1 2  Crișul Aleșd–Ștei 2–0; Ștei–Crișul Aleșd 2–1
3. ↑  FC Paleu s-a retras în pauza de iarnă și a pierdut toate meciurile din a doua parte a sezonului cu 0–3.[5]
4. ↑  Padișul Bihorul Gurani a fost exclusă în a doua parte a sezonului și a pierdut toate meciurile rămase cu 0–3.
5. ↑  Locadin Țețchea a fost exclusă în prima parte a sezonului și toate rezultatele sale au fost anulate.[6]

### Bistrița-Năsăud
| Loc | Echipa                   | MJ | V  | E | Î  | GM  | GP  | DG   | Pct | Calificare sau retrogradare             |
| --- | ------------------------ | -- | -- | - | -- | --- | --- | ---- | --- | --------------------------------------- |
| 1   | ACS Dumitra (C, Q)       | 28 | 23 | 3 | 2  | 127 | 36  | +91  | 72  | Calificare baraj promovare Liga a III-a |
| 2   | Voința Cetate            | 28 | 19 | 5 | 4  | 136 | 48  | +88  | 62  |                                         |
| 3   | Minerul Rodna            | 28 | 18 | 4 | 6  | 84  | 46  | +38  | 58  |                                         |
| 4   | Voința Livezile          | 28 | 17 | 5 | 6  | 95  | 40  | +55  | 56  |                                         |
| 5   | Atletico Monor           | 28 | 16 | 5 | 7  | 83  | 40  | +43  | 53  |                                         |
| 6   | Academia Gloria Bistrița | 28 | 16 | 3 | 9  | 99  | 40  | +59  | 51  |                                         |
| 7   | Heniu Leșu               | 28 | 14 | 5 | 9  | 66  | 46  | +20  | 47  |                                         |
| 8   | Spicul Salva             | 28 | 14 | 5 | 9  | 65  | 74  | −9   | 47  |                                         |
| 9   | Progresul Năsăud         | 28 | 12 | 5 | 11 | 79  | 60  | +19  | 41  |                                         |
| 10  | Hebe Sângeorz-Băi        | 28 | 8  | 3 | 17 | 43  | 88  | −45  | 27  |                                         |
| 11  | Luceafarul Șieu          | 28 | 8  | 3 | 17 | 46  | 99  | −53  | 27  |                                         |
| 12  | Silvicultorul Maieru     | 28 | 7  | 2 | 19 | 42  | 96  | −54  | 23  |                                         |
| 13  | Eciro Forest Telciu      | 28 | 6  | 3 | 19 | 40  | 101 | −61  | 21  |                                         |
| 14  | Progresul Tăure (R)      | 28 | 4  | 2 | 22 | 35  | 124 | −89  | 14  | Retrogradare Liga a V-a Bistrița-Năsăud |
| 15  | Viitorul Lechința (R)    | 28 | 1  | 1 | 26 | 42  | 144 | −102 | 4   | Retrogradare Liga a V-a Bistrița-Năsăud |

### Botoșani
| Loc | Echipa                    | MJ | V  | E | Î  | GM  | GP  | DG   | Pct | Calificare sau retrogradare             |
| --- | ------------------------- | -- | -- | - | -- | --- | --- | ---- | --- | --------------------------------------- |
| 1   | Sănătatea Darabani (C, Q) | 26 | 25 | 0 | 1  | 100 | 7   | +93  | 75  | Calificare baraj promovare Liga a III-a |
| 2   | TransDor Tudora           | 26 | 25 | 0 | 1  | 125 | 23  | +102 | 75  |                                         |
| 3   | Europa Hilișeu            | 26 | 16 | 2 | 8  | 77  | 51  | +26  | 50  |                                         |
| 4   | Prosport Vârfu Câmpului   | 26 | 14 | 4 | 8  | 63  | 46  | +17  | 46  |                                         |
| 5   | Bucovina Rogojești        | 26 | 13 | 3 | 10 | 58  | 54  | +4   | 42  |                                         |
| 6   | Rapid Ungureni            | 26 | 12 | 3 | 11 | 52  | 41  | +11  | 39  |                                         |
| 7   | Avântul Albești           | 26 | 12 | 2 | 12 | 66  | 63  | +3   | 38  |                                         |
| 8   | Sportivul Trușești        | 26 | 10 | 4 | 12 | 46  | 66  | −20  | 34  |                                         |
| 9   | Flacăra 1907 Flămânzi     | 26 | 11 | 0 | 15 | 56  | 73  | −17  | 33  |                                         |
| 10  | Luceafărul Mihai Eminescu | 26 | 10 | 0 | 16 | 62  | 63  | −1   | 30  |                                         |
| 11  | Viitorul Blândești        | 26 | 7  | 3 | 16 | 27  | 81  | −54  | 24  |                                         |
| 12  | Voința Șendriceni         | 26 | 6  | 4 | 16 | 46  | 66  | −20  | 22  |                                         |
| 13  | Viitorul Dersca           | 26 | 4  | 1 | 21 | 42  | 84  | −42  | 13  |                                         |
| 14  | Victoria Hlipiceni        | 26 | 3  | 2 | 21 | 19  | 121 | −102 | 11  |                                         |
| 15  | Progresul Ștefănești (D)  | 0  | 0  | 0 | 0  | 0   | 0   | 0    | 0   | S-au retras                             |
| 16  | Flacăra Vlăsinești (D)    | 0  | 0  | 0 | 0  | 0   | 0   | 0    | 0   | S-au retras                             |

1. 1 2  TransDor Tudora–Sănătatea Darabani 2–1; Sănătatea Darabani-TransDor Tudora 3–1.
2. ↑  Luceafărul Mihai Eminescu s-a retras din campionat și a pierdut toate meciurile din a doua parte a sezonului cu 0–3.[9]
3. 1 2  Progresul Ștefănești și Flacăra Vlăsinești s-au retras în prima parte a sezonului și toate rezultatele lor au fost anulate.

### Brașov
| Loc | Echipa                  | MJ | V  | E | Î  | GM  | GP  | DG   | Pct | Calificare sau retrogradare             |
| --- | ----------------------- | -- | -- | - | -- | --- | --- | ---- | --- | --------------------------------------- |
| 1   | Viitorul Ghimbav (C, Q) | 24 | 20 | 2 | 2  | 105 | 19  | +86  | 62  | Calificare baraj promovare Liga a III-a |
| 2   | ASF Zărnești            | 24 | 20 | 2 | 2  | 109 | 21  | +88  | 62  |                                         |
| 3   | CSM Codlea              | 24 | 18 | 2 | 4  | 77  | 32  | +45  | 56  |                                         |
| 4   | Precizia Săcele         | 24 | 17 | 2 | 5  | 106 | 21  | +85  | 53  |                                         |
| 5   | Inter Cristian          | 24 | 17 | 1 | 6  | 82  | 37  | +45  | 52  |                                         |
| 6   | Chimia Victoria         | 24 | 13 | 1 | 10 | 63  | 40  | +23  | 40  |                                         |
| 7   | ACS Hălchiu             | 24 | 10 | 4 | 10 | 54  | 62  | −8   | 34  |                                         |
| 8   | Aripile Brașov          | 24 | 11 | 0 | 13 | 67  | 55  | +12  | 33  |                                         |
| 9   | Carpați Berivoi         | 24 | 7  | 1 | 16 | 45  | 107 | −62  | 22  |                                         |
| 10  | Cetatea Rupea-Homorod   | 24 | 7  | 0 | 17 | 37  | 70  | −33  | 21  |                                         |
| 11  | Olimpic Voila           | 24 | 4  | 0 | 20 | 29  | 114 | −85  | 12  |                                         |
| 12  | Prietenii Rupea         | 24 | 3  | 1 | 20 | 16  | 64  | −48  | 10  |                                         |
| 13  | Steagu Roșu Brașov      | 24 | 1  | 0 | 23 | 30  | 178 | −148 | 3   |                                         |

### Brăila
| Loc | Echipa                      | MJ | V  | E | Î  | GM  | GP | DG  | Pct | Calificare          |
| --- | --------------------------- | -- | -- | - | -- | --- | -- | --- | --- | ------------------- |
| 1   | CS Făurei                   | 20 | 19 | 1 | 0  | 106 | 14 | +92 | 58  | Calificare play-off |
| 2   | Victoria Traian             | 20 | 16 | 2 | 2  | 70  | 24 | +46 | 50  | Calificare play-off |
| 3   | Victoria Cazasu             | 20 | 10 | 4 | 6  | 64  | 52 | +12 | 34  | Calificare play-off |
| 4   | Viitorul Ianca              | 20 | 10 | 2 | 8  | 47  | 37 | +10 | 32  | Calificare play-off |
| 5   | Viitorul Însurăței          | 20 | 8  | 3 | 9  | 56  | 49 | +7  | 27  | Calificare play-off |
| 6   | Viitorul Șuțești            | 20 | 7  | 4 | 9  | 43  | 47 | −4  | 25  | Calificare play-off |
| 7   | Voința Vișani               | 20 | 7  | 3 | 10 | 29  | 52 | −23 | 24  | Calificare play-out |
| 8   | Gloria Movila Miresii       | 20 | 5  | 5 | 10 | 30  | 63 | −33 | 20  | Calificare play-out |
| 9   | Dunărea Tichilești          | 20 | 6  | 1 | 13 | 39  | 68 | −29 | 19  | Calificare play-out |
| 10  | Dacia Unirea Brăila II      | 20 | 4  | 3 | 13 | 27  | 65 | −38 | 15  | Calificare play-out |
| 11  | Pandurii Tudor Vladimirescu | 20 | 3  | 2 | 15 | 29  | 69 | −40 | 11  | Calificare play-out |

Play-off 
Echipele au început play-off-ul campionatului cu jumătate din punctele acumulate în sezonul regulat.
| Loc | Echipa                 | MJ | V | E | Î | GM | GP | DG  | Pct | Calificare                              |
| --- | ---------------------- | -- | - | - | - | -- | -- | --- | --- | --------------------------------------- |
| 1   | Victoria Traian (C, Q) | 10 | 8 | 2 | 0 | 29 | 13 | +16 | 51  | Calificare baraj promovare Liga a III-a |
| 2   | CS Făurei              | 10 | 6 | 2 | 2 | 38 | 12 | +26 | 49  |                                         |
| 3   | Viitorul Ianca         | 10 | 5 | 3 | 2 | 28 | 18 | +10 | 34  |                                         |
| 4   | Viitorul Însurăței     | 10 | 3 | 2 | 5 | 22 | 23 | −1  | 25  |                                         |
| 5   | Victoria Cazasu        | 10 | 2 | 1 | 7 | 14 | 39 | −25 | 24  |                                         |
| 6   | Viitorul Șuțești       | 10 | 1 | 0 | 9 | 17 | 43 | −26 | 16  |                                         |

Play-out 
Echipele au început play-out-ul campionatului cu jumătate din punctele acumulate în sezonul regulat.
| Loc | Echipa                      | MJ | V | E | Î | GM | GP | DG | Pct | Retrogradare                   |
| --- | --------------------------- | -- | - | - | - | -- | -- | -- | --- | ------------------------------ |
| 7   | Pandurii Tudor Vladimirescu | 8  | 6 | 0 | 2 | 25 | 18 | +7 | 24  |                                |
| 8   | Dunărea Tichilești          | 8  | 4 | 1 | 3 | 24 | 22 | +2 | 23  |                                |
| 9   | Voința Vișani               | 8  | 3 | 1 | 4 | 20 | 21 | −1 | 22  |                                |
| 10  | Gloria Movila Miresii (R)   | 8  | 3 | 0 | 5 | 15 | 21 | −6 | 19  | Retrogradare Liga a V-a Brăila |
| 11  | Dacia Unirea Brăila II (R)  | 8  | 3 | 0 | 5 | 20 | 22 | −2 | 17  | Retrogradare Liga a V-a Brăila |

### București
| Loc | Echipa                           | MJ | V  | E | Î  | GM  | GP  | DG   | Pct | Calificare sau retrogradare       |
| --- | -------------------------------- | -- | -- | - | -- | --- | --- | ---- | --- | --------------------------------- |
| 1   | Progresul Spartac București (Q)  | 28 | 26 | 2 | 0  | 171 | 22  | +149 | 80  | Calificare play-off               |
| 2   | Regal Sport Club Ferdinand I (Q) | 28 | 19 | 5 | 4  | 102 | 29  | +73  | 62  | Calificare play-off               |
| 3   | Progresul București (Q)          | 28 | 20 | 2 | 6  | 91  | 36  | +55  | 62  | Calificare play-off               |
| 4   | Termo București (Q)              | 28 | 18 | 6 | 4  | 91  | 29  | +62  | 60  | Calificare play-off               |
| 5   | Sportul Studențesc București     | 28 | 19 | 3 | 6  | 79  | 41  | +38  | 60  |                                   |
| 6   | Olimpic București                | 28 | 15 | 2 | 11 | 83  | 63  | +20  | 47  |                                   |
| 7   | Tricolor București               | 28 | 13 | 2 | 13 | 66  | 85  | −19  | 41  |                                   |
| 8   | Metaloglobus București II        | 28 | 11 | 3 | 14 | 58  | 62  | −4   | 36  |                                   |
| 9   | Comprest GIM București           | 28 | 8  | 6 | 14 | 56  | 63  | −7   | 30  |                                   |
| 10  | Progresul 2005 București         | 28 | 9  | 2 | 17 | 66  | 110 | −44  | 29  |                                   |
| 11  | Electroaparataj București        | 28 | 9  | 0 | 19 | 41  | 60  | −19  | 27  |                                   |
| 12  | Venus București                  | 28 | 8  | 3 | 17 | 55  | 95  | −40  | 27  |                                   |
| 13  | Victoria București               | 28 | 7  | 4 | 17 | 46  | 117 | −71  | 25  |                                   |
| 14  | Electrica București              | 28 | 3  | 5 | 20 | 31  | 103 | −72  | 14  |                                   |
| 15  | Romprim București (R)            | 28 | 1  | 3 | 24 | 31  | 152 | −121 | 6   | Retrogradare Liga a V-a București |
| 16  | Frăția București (R)             | 0  | 0  | 0 | 0  | 0   | 0   | 0    | 0   | Exclusă                           |

1. ↑  Electroaparataj București a fost exclusă în a doua parte a sezonului și a pierdut toate meciurile rămase cu 0–3.[15]
2. ↑  Frăția București a fost exclusă în prima parte a sezonului și toate rezultatele sale au fost anulate.

Play-off 
Play-off-ul campionatului s-a desfășurat într-un singur tur între cele mai bune patru echipe din sezonul regulat. Echipele au început play-off-ul cu următoarele puncte: locul 1 – 3 puncte, locul 2 – 2 puncte, locul 3 – 1 punct, locul 4 – 0 puncte.
| Loc | Echipa                             | MJ | V | E | Î | GM | GP | DG | Pct | Calificare                              |
| --- | ---------------------------------- | -- | - | - | - | -- | -- | -- | --- | --------------------------------------- |
| 1   | Progresul Spartac București (C, Q) | 3  | 3 | 0 | 0 | 5  | 1  | +4 | 12  | Calificare baraj promovare Liga a III-a |
| 2   | Progresul București                | 3  | 2 | 0 | 1 | 5  | 2  | +3 | 7   |                                         |
| 3   | Regal Sport Club Ferdinand I       | 3  | 1 | 0 | 2 | 2  | 3  | −1 | 5   |                                         |
| 4   | Termo București                    | 3  | 0 | 0 | 3 | 1  | 7  | −6 | 0   |                                         |

### Buzău
| Loc | Echipa                | MJ | V  | E | Î  | GM  | GP  | DG   | Pct | Calificare sau retrogradare             |
| --- | --------------------- | -- | -- | - | -- | --- | --- | ---- | --- | --------------------------------------- |
| 1   | Metalul Buzău         | 30 | 29 | 1 | 0  | 164 | 13  | +151 | 88  | Calificare baraj promovare Liga a III-a |
| 2   | Team Săgeata          | 30 | 27 | 0 | 3  | 127 | 25  | +102 | 81  |                                         |
| 3   | Petrolul Berca        | 30 | 22 | 2 | 6  | 94  | 49  | +45  | 65  |                                         |
| 4   | Voința Lanurile       | 30 | 20 | 4 | 6  | 104 | 36  | +68  | 64  |                                         |
| 5   | Avântul Zărnești      | 30 | 20 | 2 | 8  | 105 | 49  | +56  | 62  |                                         |
| 6   | Montana Pătârlagele   | 30 | 15 | 5 | 10 | 68  | 60  | +8   | 50  |                                         |
| 7   | Recolta Sălcioara     | 30 | 13 | 5 | 12 | 88  | 68  | +20  | 44  |                                         |
| 8   | Tricolorul Gălbinași  | 30 | 13 | 2 | 15 | 61  | 74  | −13  | 41  |                                         |
| 9   | Înfrățirea Zoița      | 30 | 12 | 3 | 15 | 44  | 60  | −16  | 39  |                                         |
| 10  | Diadema Gherăseni     | 30 | 11 | 3 | 16 | 51  | 83  | −32  | 36  |                                         |
| 11  | Viitorul 08 Vernești  | 30 | 10 | 2 | 18 | 64  | 91  | −27  | 32  |                                         |
| 12  | Victoria Boboc        | 30 | 10 | 1 | 19 | 55  | 81  | −26  | 31  |                                         |
| 13  | Șoimii Siriu          | 30 | 8  | 3 | 19 | 60  | 127 | −67  | 27  |                                         |
| 14  | Locomotiva Buzău (O)  | 30 | 7  | 3 | 20 | 55  | 112 | −57  | 24  | Calificare baraj retrogradare           |
| 15  | Gloria Vadu Pașii (R) | 30 | 4  | 0 | 26 | 26  | 125 | −99  | 12  | Retrogradare Liga a V-a Buzău           |
| 16  | Șoimii Costești (R)   | 30 | 1  | 0 | 29 | 13  | 126 | −113 | 3   | Retrogradare Liga a V-a Buzău           |

1. ↑  Petrolul Berca a fost penalizată cu 3 puncte.

Baraj retrogradare/promovare 
Locul 14 din Liga a IV-a Buzău se confruntă cu echipele de pe locul 2 din cele două serii ale Ligii a V-a Buzău.
| Loc | Echipa           | MJ | V | E | Î | GM | GP | DG | Pct | Promovare                      |
| --- | ---------------- | -- | - | - | - | -- | -- | -- | --- | ------------------------------ |
| 1   | Pescărușul Luciu | 2  | 1 | 0 | 1 | 4  | 2  | +2 | 3   | Promovare în Liga a IV-a Buzău |
| 2   | Locomotiva Buzău | 2  | 1 | 0 | 1 | 5  | 5  | 0  | 3   | Rămâne în Liga a IV-a Buzău    |
| 3   | Recolta Blăjani  | 2  | 1 | 0 | 1 | 4  | 6  | −2 | 3   |                                |

### Caraș-Severin
| Loc | Echipa                     | MJ | V  | E | Î  | GM  | GP  | DG   | Pct | Calificare sau retrogradare             |
| --- | -------------------------- | -- | -- | - | -- | --- | --- | ---- | --- | --------------------------------------- |
| 1   | Viitorul Caransebeș (C, Q) | 24 | 22 | 0 | 2  | 107 | 22  | +85  | 66  | Calificare baraj promovare Liga a III-a |
| 2   | Voința Lupac               | 24 | 21 | 2 | 1  | 123 | 9   | +114 | 65  |                                         |
| 3   | AS Oravița                 | 24 | 15 | 3 | 6  | 91  | 45  | +46  | 48  |                                         |
| 4   | AS Berzasca                | 24 | 14 | 2 | 8  | 64  | 37  | +27  | 44  |                                         |
| 5   | Minerul Anina              | 24 | 11 | 4 | 9  | 89  | 53  | +36  | 37  |                                         |
| 6   | CS Moldova Nouă            | 24 | 11 | 3 | 10 | 61  | 48  | +13  | 36  |                                         |
| 7   | Nera Bozovici              | 24 | 11 | 1 | 12 | 63  | 92  | −29  | 34  |                                         |
| 8   | Rapid Buchin               | 24 | 9  | 5 | 10 | 70  | 69  | +1   | 32  |                                         |
| 9   | Agmonia Zăvoi              | 24 | 10 | 2 | 12 | 46  | 85  | −39  | 32  |                                         |
| 10  | Metalul Bocșa              | 24 | 9  | 2 | 13 | 64  | 63  | +1   | 29  |                                         |
| 11  | Muncitorul Reșița          | 24 | 7  | 3 | 14 | 50  | 130 | −80  | 24  |                                         |
| 12  | Ad Mediam Mehadia          | 24 | 1  | 1 | 22 | 12  | 88  | −76  | 4   |                                         |
| 13  | Recolta Rafnic             | 24 | 1  | 0 | 23 | 38  | 137 | −99  | 3   |                                         |

1. ↑  Ad Mediam Mehadia s-a retras în pauza de iarnă și a pierdut toate meciurile rămase cu 0–3.

### Călărași
| Loc | Echipa                     | MJ | V  | E | Î  | GM  | GP  | DG   | Pct | Calificare sau retrogradare             |
| --- | -------------------------- | -- | -- | - | -- | --- | --- | ---- | --- | --------------------------------------- |
| 1   | Agricola Borcea (C, Q)     | 30 | 27 | 1 | 2  | 131 | 33  | +98  | 82  | Calificare baraj promovare Liga a III-a |
| 2   | Venus Independența         | 30 | 25 | 3 | 2  | 143 | 31  | +112 | 78  |                                         |
| 3   | Dunărea Ciocănești         | 30 | 23 | 4 | 3  | 132 | 29  | +103 | 73  |                                         |
| 4   | Victoria Chirnogi          | 30 | 22 | 3 | 5  | 121 | 45  | +76  | 69  |                                         |
| 5   | Unirea Mânăstirea          | 30 | 18 | 2 | 10 | 94  | 56  | +38  | 56  |                                         |
| 6   | ACS Roseți                 | 30 | 17 | 2 | 11 | 111 | 61  | +50  | 53  |                                         |
| 7   | Spicul Vâlcelele           | 30 | 14 | 4 | 12 | 70  | 60  | +10  | 46  |                                         |
| 8   | Dunărea Grădiștea          | 30 | 11 | 6 | 13 | 59  | 55  | +4   | 39  |                                         |
| 9   | Victoria Lehliu            | 30 | 11 | 6 | 13 | 57  | 53  | +4   | 39  |                                         |
| 10  | Unirea Dragalina           | 30 | 10 | 2 | 18 | 49  | 98  | −49  | 32  |                                         |
| 11  | Progresul Fundulea         | 30 | 8  | 5 | 17 | 48  | 84  | −36  | 29  |                                         |
| 12  | Vitorul Curcani            | 30 | 8  | 3 | 19 | 55  | 143 | −88  | 27  |                                         |
| 13  | Steaua Radovanu            | 30 | 7  | 3 | 20 | 59  | 117 | −58  | 24  |                                         |
| 14  | Dinamo Sărulești           | 30 | 7  | 1 | 22 | 45  | 122 | −77  | 22  |                                         |
| 15  | Rapid Ulmeni (R)           | 30 | 5  | 2 | 23 | 51  | 134 | −83  | 17  | Relegation to Liga a V-a Călărași       |
| 16  | Conpet Ștefan Cel Mare (R) | 30 | 3  | 1 | 26 | 36  | 140 | −104 | 10  | Relegation to Liga a V-a Călărași       |

### Cluj
| Loc | Echipa                               | MJ | V  | E | Î  | GM  | GP  | DG   | Pct | Calificare sau retrogradare             |
| --- | ------------------------------------ | -- | -- | - | -- | --- | --- | ---- | --- | --------------------------------------- |
| 1   | Universitatea Cluj (C, Q)            | 28 | 27 | 1 | 0  | 167 | 9   | +158 | 82  | Calificare baraj promovare Liga a III-a |
| 2   | Atletic Olimpia Gherla               | 28 | 19 | 4 | 5  | 57  | 21  | +36  | 61  |                                         |
| 3   | Sticla Arieșul Turda                 | 28 | 18 | 6 | 4  | 92  | 42  | +50  | 60  |                                         |
| 4   | CS Florești                          | 28 | 16 | 4 | 8  | 80  | 42  | +38  | 52  |                                         |
| 5   | Armenopolis Gherla                   | 28 | 16 | 1 | 11 | 72  | 67  | +5   | 49  |                                         |
| 6   | Someșul Gilău                        | 28 | 14 | 3 | 11 | 61  | 67  | −6   | 45  |                                         |
| 7   | Unirea Tritenii de Jos               | 28 | 11 | 5 | 12 | 54  | 69  | −15  | 38  |                                         |
| 8   | Arieșul Mihai Viteazu                | 28 | 11 | 3 | 14 | 62  | 81  | −19  | 36  |                                         |
| 9   | Ardealul Cluj                        | 28 | 10 | 2 | 16 | 76  | 69  | +7   | 32  |                                         |
| 10  | AS Viile Dejului                     | 28 | 9  | 4 | 15 | 47  | 76  | −29  | 31  |                                         |
| 11  | Industria Sârmei Câmpia Turzii       | 28 | 9  | 2 | 17 | 50  | 96  | −46  | 29  |                                         |
| 12  | Vulturul Mintiu Gherlii              | 28 | 8  | 4 | 16 | 44  | 68  | −24  | 28  |                                         |
| 13  | Unirea Florești                      | 28 | 7  | 6 | 15 | 50  | 83  | −33  | 27  |                                         |
| 14  | CFR Dej                              | 28 | 6  | 1 | 21 | 33  | 79  | −46  | 19  |                                         |
| 15  | Viitorul Mihai Georgescu Cluj-Napoca | 28 | 5  | 2 | 21 | 52  | 128 | −76  | 17  |                                         |

### Constanța
| Loc | Echipa                     | MJ | V  | E | Î  | GM  | GP  | DG   | Pct | Calificare sau retrogradare             |
| --- | -------------------------- | -- | -- | - | -- | --- | --- | ---- | --- | --------------------------------------- |
| 1   | Farul Constanța (C, Q)     | 34 | 32 | 1 | 1  | 135 | 14  | +121 | 97  | Calificare baraj promovare Liga a III-a |
| 2   | Viitorul Fântânele         | 34 | 25 | 5 | 4  | 125 | 40  | +85  | 80  |                                         |
| 3   | CS Năvodari                | 34 | 23 | 5 | 6  | 117 | 39  | +78  | 74  |                                         |
| 4   | CS Agigea                  | 34 | 22 | 2 | 10 | 100 | 67  | +33  | 68  |                                         |
| 5   | CS Eforie                  | 34 | 19 | 3 | 12 | 87  | 62  | +25  | 60  |                                         |
| 6   | Gloria Băneasa             | 34 | 19 | 2 | 13 | 90  | 82  | +8   | 59  |                                         |
| 7   | Gloria Albești             | 34 | 16 | 3 | 15 | 81  | 66  | +15  | 51  |                                         |
| 8   | Victoria Mihai Viteazu     | 34 | 14 | 8 | 12 | 91  | 76  | +15  | 50  |                                         |
| 9   | Sparta Techirghiol         | 34 | 16 | 2 | 16 | 85  | 94  | −9   | 50  |                                         |
| 10  | CSO Ovidiu                 | 34 | 15 | 3 | 16 | 81  | 84  | −3   | 48  |                                         |
| 11  | Știința ACALAB Poarta Albă | 34 | 13 | 3 | 18 | 73  | 92  | −19  | 42  |                                         |
| 12  | CS Mihail Kogălniceanu     | 34 | 11 | 4 | 19 | 59  | 92  | −33  | 37  |                                         |
| 13  | Farul Tuzla                | 34 | 11 | 4 | 19 | 47  | 89  | −42  | 37  |                                         |
| 14  | Portul Constanța           | 34 | 10 | 3 | 21 | 48  | 83  | −35  | 33  |                                         |
| 15  | Avântul Comana             | 34 | 8  | 5 | 21 | 56  | 117 | −61  | 29  |                                         |
| 16  | Unirea Topraisar           | 34 | 7  | 6 | 21 | 48  | 87  | −39  | 27  |                                         |
| 17  | Voința Valu lui Traian (R) | 34 | 7  | 2 | 25 | 61  | 130 | −69  | 23  | Retrogradare Liga a V-a Constanța       |
| 18  | CFR Constanța (R)          | 34 | 7  | 1 | 26 | 47  | 117 | −70  | 22  | Retrogradare Liga a V-a Constanța       |

### Covasna
| Loc | Echipa                    | MJ | V  | E | Î  | GM  | GP  | DG   | Pct | Calificare sau retrogradare             |
| --- | ------------------------- | -- | -- | - | -- | --- | --- | ---- | --- | --------------------------------------- |
| 1   | KSE Târgu Secuiesc (C, Q) | 30 | 25 | 3 | 2  | 120 | 17  | +103 | 78  | Calificare baraj promovare Liga a III-a |
| 2   | Nemere Ghelința           | 30 | 23 | 2 | 5  | 100 | 39  | +61  | 71  |                                         |
| 3   | FC Păpăuți                | 30 | 22 | 3 | 5  | 92  | 35  | +57  | 69  |                                         |
| 4   | ATSC Reci                 | 30 | 18 | 4 | 8  | 83  | 51  | +32  | 58  |                                         |
| 5   | FC Cernat                 | 30 | 17 | 5 | 8  | 82  | 34  | +48  | 56  |                                         |
| 6   | Prima Brăduț              | 30 | 17 | 5 | 8  | 71  | 41  | +30  | 56  |                                         |
| 7   | BSE Belin                 | 30 | 12 | 2 | 16 | 46  | 67  | −21  | 38  |                                         |
| 8   | Perko Sânzieni            | 30 | 11 | 4 | 15 | 67  | 62  | +5   | 37  |                                         |
| 9   | Venus Ozun                | 30 | 11 | 3 | 16 | 58  | 94  | −36  | 36  |                                         |
| 10  | FC Ojdula                 | 30 | 11 | 2 | 17 | 48  | 79  | −31  | 35  |                                         |
| 11  | Avântul Ilieni            | 30 | 10 | 3 | 17 | 51  | 65  | −14  | 33  |                                         |
| 12  | Harghita Aita Mare        | 30 | 10 | 1 | 19 | 49  | 58  | −9   | 31  |                                         |
| 13  | AS Covasna                | 30 | 9  | 4 | 17 | 52  | 85  | −33  | 31  |                                         |
| 14  | CSO Baraolt               | 30 | 8  | 3 | 19 | 38  | 120 | −82  | 27  |                                         |
| 15  | FC Brețcu (R)             | 30 | 7  | 3 | 20 | 37  | 92  | −55  | 24  | Retrogradare Liga a V-a Covasna         |
| 16  | Oltul Chilieni (R)        | 30 | 4  | 3 | 23 | 23  | 78  | −55  | 15  | Retrogradare Liga a V-a Covasna         |

1. ↑  Oltul Chilieni s-a retras din campionat în pauza de iarnă și a pierdut toate meciurile rămase cu 0–3.

### Dâmbovița
| Loc | Echipa                    | MJ | V  | E | Î  | GM  | GP  | DG   | Pct | Calificare sau retrogradare             |
| --- | ------------------------- | -- | -- | - | -- | --- | --- | ---- | --- | --------------------------------------- |
| 1   | Dentaș Tărtășești (C, Q)  | 30 | 24 | 5 | 1  | 127 | 24  | +103 | 77  | Calificare baraj promovare Liga a III-a |
| 2   | Gloria Cornești           | 30 | 24 | 1 | 5  | 154 | 39  | +115 | 73  |                                         |
| 3   | Recolta Gura Șuții        | 30 | 23 | 2 | 5  | 102 | 44  | +58  | 71  |                                         |
| 4   | Voința Perșinari          | 30 | 19 | 4 | 7  | 116 | 75  | +41  | 61  |                                         |
| 5   | FC Brezoaele              | 30 | 15 | 6 | 9  | 104 | 73  | +31  | 51  |                                         |
| 6   | Bradul Moroeni            | 30 | 14 | 8 | 8  | 68  | 46  | +22  | 50  |                                         |
| 7   | Unirea Ungureni           | 30 | 16 | 1 | 13 | 74  | 70  | +4   | 49  |                                         |
| 8   | Petrolul Târgoviște       | 30 | 12 | 4 | 14 | 59  | 70  | −11  | 40  |                                         |
| 9   | Viitorul I.L. Caragiale   | 30 | 10 | 4 | 16 | 55  | 100 | −45  | 34  |                                         |
| 10  | Atletic Fieni             | 30 | 9  | 6 | 15 | 87  | 79  | +8   | 33  |                                         |
| 11  | Luceafărul Dragomirești   | 30 | 8  | 3 | 19 | 68  | 84  | −16  | 27  |                                         |
| 12  | Progresul Mătăsaru        | 30 | 8  | 3 | 19 | 59  | 104 | −45  | 27  |                                         |
| 13  | Flacara Zăvoiu            | 30 | 7  | 4 | 19 | 54  | 124 | −70  | 25  |                                         |
| 14  | Spic de Grâu Ghimpați     | 30 | 7  | 3 | 20 | 50  | 120 | −70  | 24  |                                         |
| 15  | PAS Pucioasa (R)          | 30 | 6  | 5 | 19 | 48  | 85  | −37  | 23  | Retrogradare Liga a V-a Dâmbovița       |
| 16  | CS Petrești (R)           | 30 | 6  | 5 | 19 | 56  | 144 | −88  | 22  | Retrogradare Liga a V-a Dâmbovița       |
| 17  | Gaz Metan Finta (D)       | 0  | 0  | 0 | 0  | 0   | 0   | 0    | 0   | S-a retras                              |
| 18  | Libertatea Urziceanca (D) | 0  | 0  | 0 | 0  | 0   | 0   | 0    | 0   | S-a retras                              |

1. ↑  Petrești a fost penalizată cu un punct.
2. ↑  Gaz Metan Finta s-a retras dupa 9 etape și toate rezultatele sale au fost anulate.
3. ↑  Libertatea Urziceanca s-a retras dupa 6 etape și toate rezultatele sale au fost anulate.[24]

### Dolj
| Loc | Echipa                  | MJ | V  | E | Î  | GM  | GP  | DG  | Pct | Calificare sau retrogradare |
| --- | ----------------------- | -- | -- | - | -- | --- | --- | --- | --- | --------------------------- |
| 1   | Viitorul Cârcea         | 22 | 19 | 1 | 2  | 116 | 22  | +94 | 58  | Calificare play-off         |
| 2   | Tractorul Cetate        | 22 | 16 | 4 | 2  | 94  | 33  | +61 | 52  | Calificare play-off         |
| 3   | Progresul Segarcea      | 22 | 16 | 3 | 3  | 82  | 31  | +51 | 51  | Calificare play-off         |
| 4   | Metropolitan Ișalnița   | 22 | 16 | 2 | 4  | 75  | 23  | +52 | 50  | Calificare play-off         |
| 5   | Știința Danubius Bechet | 22 | 14 | 3 | 5  | 81  | 32  | +49 | 45  | Calificare play-off         |
| 6   | Recolta Ostroveni       | 22 | 9  | 3 | 10 | 40  | 64  | −24 | 30  | Calificare play-off         |
| 7   | Dunărea Calafat         | 22 | 7  | 2 | 13 | 48  | 64  | −16 | 23  | Calificare play-out         |
| 8   | Unirea Leamna           | 22 | 5  | 4 | 13 | 32  | 68  | −36 | 19  | Calificare play-out         |
| 9   | Ajax Dobrotești         | 22 | 6  | 1 | 15 | 36  | 74  | −38 | 19  | Calificare play-out         |
| 10  | Arena Bulls Preajba     | 22 | 3  | 4 | 15 | 31  | 81  | −50 | 13  | Calificare play-out         |
| 11  | Știința Malu Mare       | 22 | 3  | 2 | 17 | 23  | 122 | −99 | 11  | Calificare play-out         |
| 12  | Luceafărul Craiova      | 22 | 3  | 1 | 18 | 20  | 64  | −44 | 10  | Calificare play-out         |

1. ↑  Luceafărul Craiova s-a retras în a doua parte a sezonului regular și a pierdut toate meciurile rămase cu 0–3.

Play-off 
Echipele au început play-off-ul cu punctele din sezonul regular înjumătățite, rotunjite în sus și fără alte recorduri reportate din sezonul regular.
| Loc | Echipa                  | MJ | V | E | Î | GM | GP | DG  | Pct | Calificare                              |
| --- | ----------------------- | -- | - | - | - | -- | -- | --- | --- | --------------------------------------- |
| 1   | Tractorul Cetate (C, Q) | 10 | 9 | 1 | 0 | 38 | 11 | +27 | 54  | Calificare baraj promovare Liga a III-a |
| 2   | Viitorul Cârcea         | 10 | 8 | 0 | 2 | 28 | 15 | +13 | 53  |                                         |
| 3   | Știința Danubius Bechet | 10 | 5 | 0 | 5 | 27 | 27 | 0   | 38  |                                         |
| 4   | Metropolitan Ișalnița   | 10 | 3 | 2 | 5 | 17 | 23 | −6  | 36  |                                         |
| 5   | Progresul Segarcea      | 10 | 1 | 4 | 5 | 15 | 19 | −4  | 33  |                                         |
| 6   | Recolta Ostroveni       | 10 | 0 | 1 | 9 | 13 | 43 | −30 | 16  |                                         |

Play-out 
Echipele au început play-out-ul cu punctele din sezonul regular înjumătățite, rotunjite în sus și fără alte recorduri reportate din sezonul regular.
| Loc | Echipa                 | MJ | V | E | Î | GM | GP | DG  | Pct | Retrogradare                 |
| --- | ---------------------- | -- | - | - | - | -- | -- | --- | --- | ---------------------------- |
| 7   | Dunărea Calafat        | 8  | 8 | 0 | 0 | 58 | 0  | +58 | 36  |                              |
| 8   | Unirea Leamna          | 8  | 4 | 1 | 3 | 16 | 24 | −8  | 23  |                              |
| 9   | Ajax Dobrotești        | 8  | 4 | 0 | 4 | 20 | 12 | +8  | 22  |                              |
| 10  | Arena Bulls Preajba    | 8  | 2 | 0 | 6 | 8  | 29 | −21 | 13  |                              |
| 11  | Știința Malu Mare (R)  | 8  | 1 | 1 | 6 | 14 | 51 | −37 | 10  | Retrogradare Liga a V-a Dolj |
| 12  | Luceafărul Craiova (D) | 0  | 0 | 0 | 0 | 0  | 0  | 0   | 0   | S-a retras                   |

1. ↑  Luceafărul Craiova s-a retras în a doua parte a sezonului regular.

### Galați
| Loc | Echipa                   | MJ | V  | E | Î  | GM  | GP  | DG   | Pct | Calificare sau retrogradare             |
| --- | ------------------------ | -- | -- | - | -- | --- | --- | ---- | --- | --------------------------------------- |
| 1   | Oțelul Galați (C, Q)     | 26 | 26 | 0 | 0  | 185 | 14  | +171 | 78  | Calificare baraj promovare Liga a III-a |
| 2   | Avântul Vânători         | 26 | 17 | 1 | 8  | 85  | 57  | +28  | 52  |                                         |
| 3   | Victoria Independența    | 26 | 16 | 3 | 7  | 63  | 45  | +18  | 51  |                                         |
| 4   | Gloria Ivești            | 26 | 16 | 2 | 8  | 74  | 44  | +30  | 50  |                                         |
| 5   | Zimbrul Slobozia Conachi | 26 | 14 | 5 | 7  | 78  | 53  | +25  | 47  |                                         |
| 6   | Unirea Braniștea         | 26 | 14 | 3 | 9  | 63  | 48  | +15  | 45  |                                         |
| 7   | Viitorul Costache Negri  | 26 | 11 | 6 | 9  | 61  | 67  | −6   | 39  |                                         |
| 8   | Muncitorul Ghidigeni     | 26 | 11 | 4 | 11 | 57  | 51  | +6   | 37  |                                         |
| 9   | Quantum Club Galați      | 26 | 10 | 6 | 10 | 64  | 59  | +5   | 36  |                                         |
| 10  | Juventus Toflea          | 26 | 8  | 2 | 16 | 56  | 94  | −38  | 26  |                                         |
| 11  | Siretul Piscu            | 26 | 8  | 1 | 17 | 52  | 98  | −46  | 25  |                                         |
| 12  | Avântul Drăgănești       | 26 | 5  | 3 | 18 | 44  | 122 | −78  | 18  |                                         |
| 13  | CSȘ Tecuci (R)           | 26 | 4  | 5 | 17 | 39  | 94  | −55  | 17  | Retrogradare Liga a V-a Galați          |
| 14  | Bujorii Târgu Bujor (R)  | 26 | 1  | 1 | 24 | 15  | 90  | −75  | 4   | Retrogradare Liga a V-a Galați          |

### Giurgiu
Seria Sud
| Loc | Echipa                     | MJ | V  | E | Î  | GM  | GP  | DG   | Pct | Calificare sau retrogradare |
| --- | -------------------------- | -- | -- | - | -- | --- | --- | ---- | --- | --------------------------- |
| 1   | CS Mihai Bravu (Q)         | 26 | 25 | 1 | 0  | 155 | 28  | +127 | 76  | Calificare play-off         |
| 2   | Dunărea Giurgiu (Q)        | 26 | 22 | 3 | 1  | 144 | 13  | +131 | 69  | Calificare play-off         |
| 3   | Dunărea Oinacu             | 26 | 17 | 3 | 6  | 55  | 30  | +25  | 54  |                             |
| 4   | Unirea Izvoarele           | 26 | 14 | 2 | 10 | 69  | 42  | +27  | 44  |                             |
| 5   | Real Colibași              | 26 | 13 | 0 | 13 | 81  | 78  | +3   | 39  |                             |
| 6   | Giganții Vărăști           | 26 | 12 | 2 | 12 | 91  | 76  | +15  | 38  |                             |
| 7   | Voința Slobozia            | 26 | 12 | 2 | 12 | 53  | 68  | −15  | 38  |                             |
| 8   | Victoria Adunații-Copăceni | 26 | 10 | 4 | 12 | 63  | 89  | −26  | 34  |                             |
| 9   | Spicul Izvoru              | 26 | 9  | 2 | 15 | 51  | 68  | −17  | 27  |                             |
| 10  | Progresul Valea Dragului   | 26 | 9  | 2 | 15 | 57  | 83  | −26  | 27  |                             |
| 11  | Viitorul Vedea             | 26 | 7  | 3 | 16 | 50  | 91  | −41  | 24  |                             |
| 12  | AS Prundu                  | 26 | 6  | 5 | 15 | 59  | 103 | −44  | 21  |                             |
| 13  | Unirea Frătești            | 26 | 6  | 2 | 18 | 41  | 117 | −76  | 20  |                             |
| 14  | Mihai Viteazu Călugăreni   | 26 | 4  | 1 | 21 | 35  | 118 | −83  | 13  |                             |

1. 1 2 3  Spicul Izvoru, Progresul Valea Dragului și AS Prundu au fost penalizate cu 2 puncte.

Seria Nord
| Loc | Echipa                    | MJ | V  | E | Î  | GM  | GP  | DG  | Pct | Calificare sau retrogradare  |
| --- | ------------------------- | -- | -- | - | -- | --- | --- | --- | --- | ---------------------------- |
| 1   | Petrolul Roata de Jos (Q) | 28 | 22 | 3 | 3  | 103 | 31  | +72 | 69  | Calificare play-off          |
| 2   | Voința Toporu             | 28 | 20 | 5 | 3  | 102 | 49  | +53 | 65  | Ineligibilă pentru promovare |
| 3   | Unirea Vânătorii Mici (Q) | 28 | 19 | 4 | 5  | 90  | 33  | +57 | 61  | Calificare play-off          |
| 4   | Avântul Florești          | 28 | 16 | 3 | 9  | 75  | 51  | +24 | 51  |                              |
| 5   | Luceafărul Trestieni      | 28 | 13 | 4 | 11 | 80  | 72  | +8  | 43  |                              |
| 6   | FC Bolintin-Deal          | 28 | 13 | 3 | 12 | 75  | 73  | +2  | 42  |                              |
| 7   | FC Bolintin Malu Spart    | 28 | 11 | 9 | 8  | 64  | 63  | +1  | 42  |                              |
| 8   | Silver Inter Zorile       | 28 | 10 | 4 | 14 | 67  | 76  | −9  | 34  |                              |
| 9   | Zmeii Ogrezeni            | 28 | 8  | 5 | 15 | 56  | 60  | −4  | 29  |                              |
| 10  | Unirea Joița              | 28 | 10 | 5 | 13 | 59  | 69  | −10 | 29  |                              |
| 11  | Voința Podișor            | 28 | 8  | 3 | 17 | 67  | 110 | −43 | 25  |                              |
| 12  | Viitorul Tântava          | 28 | 8  | 2 | 18 | 72  | 90  | −18 | 26  |                              |
| 13  | AFC Singureni             | 28 | 7  | 4 | 17 | 48  | 105 | −57 | 23  |                              |
| 14  | Argeșul Mihăilești        | 28 | 7  | 5 | 16 | 56  | 80  | −24 | 24  |                              |
| 15  | Olimpia Mârșa             | 28 | 7  | 3 | 18 | 43  | 95  | −52 | 22  |                              |

1. ↑  Unirea Joița a fost penalizată cu 6 puncte.
2. 1 2 3 4  Voința Podișor, Argeșul Mihăilești, Olimpia Mârșa și AFC Singureni au fost penalizate cu 2 puncte.

Play-off 
Play-off-ul campionatului s-a disputat între cele mai bune două echipe clasate din fiecare serie a sezonului regulat. Toate meciurile s-au disputat pe Stadionul Comunal din Izvoarele pe 6 și 7 Iunie 2017 (semifinalele) și pe 10 Iunie 2017 (finala).
Semifinale
| Echipa 1              | Scor | Echipa 2              |
| --------------------- | ---- | --------------------- |
| CS Mihai Bravu        | 4–0  | Unirea Vânătorii Mici |
| Petrolul Roata de Jos | 1–2  | Dunărea Giurgiu       |

Finala
| Echipa 1        | Scor | Echipa 2       |
| --------------- | ---- | -------------- |
| Dunărea Giurgiu | 2–0  | CS Mihai Bravu |

Dunărea Giurgiu a câștigat Liga a IV-a Giurgiu 2016–2017 și s-a calificat pentru barajul de promovare în Liga a III-a.

### Gorj
| Loc | Echipa                       | MJ | V  | E | Î  | GM  | GP  | DG   | Pct | Calificare sau retrogradare             |
| --- | ---------------------------- | -- | -- | - | -- | --- | --- | ---- | --- | --------------------------------------- |
| 1   | Internațional Bălești (C, Q) | 30 | 27 | 3 | 0  | 122 | 13  | +109 | 84  | Calificare baraj promovare Liga a III-a |
| 2   | Știința Turceni              | 30 | 25 | 2 | 3  | 101 | 28  | +73  | 77  |                                         |
| 3   | Gilortul Târgu Cărbunești    | 30 | 24 | 3 | 3  | 99  | 33  | +66  | 75  |                                         |
| 4   | Petrolul Țicleni             | 30 | 16 | 6 | 8  | 73  | 61  | +12  | 54  |                                         |
| 5   | Petrolul Bustuchin           | 30 | 15 | 7 | 8  | 77  | 57  | +20  | 52  |                                         |
| 6   | Parângul Bumbești-Jiu        | 30 | 14 | 6 | 10 | 68  | 65  | +3   | 48  |                                         |
| 7   | Vulturii Fărcășești          | 30 | 12 | 6 | 12 | 77  | 77  | 0    | 42  |                                         |
| 8   | Știința Hurezeni             | 30 | 11 | 5 | 14 | 57  | 77  | −20  | 38  |                                         |
| 9   | Energetica Tismana           | 30 | 10 | 6 | 14 | 56  | 53  | +3   | 36  |                                         |
| 10  | Minerul Mătăsari II          | 30 | 11 | 3 | 16 | 45  | 60  | −15  | 36  |                                         |
| 11  | CS Novaci                    | 30 | 10 | 3 | 17 | 48  | 74  | −26  | 33  |                                         |
| 12  | Unirea Crușeț                | 30 | 8  | 5 | 17 | 66  | 74  | −8   | 29  |                                         |
| 13  | Jiul Rovinari                | 30 | 5  | 9 | 16 | 38  | 71  | −33  | 24  |                                         |
| 14  | AS Stejari                   | 30 | 6  | 3 | 21 | 47  | 73  | −26  | 21  |                                         |
| 15  | Petrolul Stoina              | 30 | 6  | 3 | 21 | 35  | 109 | −74  | 21  |                                         |
| 16  | Viitorul Negomir             | 30 | 3  | 4 | 23 | 36  | 120 | −84  | 13  |                                         |

### Harghita
| Loc | Echipa                   | MJ | V  | E | Î  | GM | GP | DG  | Pct | Calificare sau retrogradare |
| --- | ------------------------ | -- | -- | - | -- | -- | -- | --- | --- | --------------------------- |
| 1   | Pro Mureșul Toplița      | 18 | 13 | 2 | 3  | 69 | 15 | +54 | 41  | Calificare play-off 1       |
| 2   | Unirea Cristuru Secuiesc | 18 | 13 | 1 | 4  | 54 | 24 | +30 | 40  | Calificare play-off 1       |
| 3   | FC Miercurea Ciuc II     | 18 | 12 | 1 | 5  | 86 | 21 | +65 | 37  | Calificare play-off 1       |
| 4   | MÜ Frumoasa              | 18 | 9  | 3 | 6  | 38 | 35 | +3  | 30  | Calificare play-off 1       |
| 5   | Homorod Merești          | 18 | 7  | 3 | 8  | 36 | 44 | −8  | 24  | Calificare play-off 2       |
| 6   | AS Tulgheș               | 18 | 7  | 3 | 8  | 40 | 68 | −28 | 24  | Calificare play-off 2       |
| 7   | Bastya Lăzarea           | 18 | 6  | 3 | 9  | 22 | 51 | −29 | 21  | Calificare play-off 2       |
| 8   | Minerul Bălan            | 18 | 8  | 2 | 8  | 42 | 43 | −1  | 20  | Calificare play-out         |
| 9   | Roseal Odorheiu Secuiesc | 18 | 4  | 1 | 13 | 29 | 56 | −27 | 13  | Calificare play-out         |
| 10  | Délhegy Ciumani          | 18 | 1  | 1 | 16 | 18 | 77 | −59 | 4   | Calificare play-out         |

1. ↑  Minerul Bălan a fost penalizată cu 6 puncte.

Play-off 1 
Echipele au început play-off-ul cu jumătate din punctele acumulate în sezonul regulat.
| Loc | Echipa                     | MJ | V | E | Î | GM | GP | DG  | Pct | Calificare                              |
| --- | -------------------------- | -- | - | - | - | -- | -- | --- | --- | --------------------------------------- |
| 1   | Pro Mureșul Toplița (C, Q) | 6  | 3 | 1 | 2 | 13 | 8  | +5  | 31  | Calificare baraj promovare Liga a III-a |
| 2   | Unirea Cristuru Secuiesc   | 6  | 3 | 0 | 3 | 17 | 17 | 0   | 29  |                                         |
| 3   | FC Miercurea Ciuc II       | 6  | 3 | 0 | 3 | 17 | 9  | +8  | 28  |                                         |
| 4   | MÜ Frumoasa                | 6  | 2 | 1 | 3 | 10 | 23 | −13 | 22  |                                         |

Play-off 2
Echipele au început play-off-ul cu jumătate din punctele acumulate în sezonul regulat.
| Loc | Echipa          | MJ | V | E | Î | GM | GP | DG | Pct |
| --- | --------------- | -- | - | - | - | -- | -- | -- | --- |
| 5   | AS Tulgheș      | 4  | 2 | 1 | 1 | 7  | 5  | +2 | 19  |
| 6   | Homorod Merești | 4  | 2 | 0 | 2 | 12 | 13 | −1 | 18  |
| 7   | Bastya Lăzarea  | 4  | 1 | 1 | 2 | 10 | 11 | −1 | 15  |

Play-out 
Echipele au început play-out-ul cu jumătate din punctele acumulate în sezonul regulat.
| Loc | Echipa                   | MJ | V | E | Î | GM | GP | DG  | Pct | Retrogradare                     |
| --- | ------------------------ | -- | - | - | - | -- | -- | --- | --- | -------------------------------- |
| 8   | Minerul Bălan            | 4  | 3 | 0 | 1 | 16 | 8  | +8  | 19  |                                  |
| 9   | Roseal Odorheiu Secuiesc | 4  | 3 | 0 | 1 | 14 | 9  | +5  | 16  |                                  |
| 10  | Délhegy Ciumani (R)      | 4  | 0 | 0 | 4 | 5  | 18 | −13 | 2   | Retrogradare Liga a V-a Harghita |

### Hunedoara
| Loc | Echipa                  | MJ | V  | E | Î  | GM | GP | DG  | Pct | Calificare sau retrogradare             |
| --- | ----------------------- | -- | -- | - | -- | -- | -- | --- | --- | --------------------------------------- |
| 1   | Inter Petrila (C, Q)    | 22 | 17 | 2 | 3  | 84 | 17 | +67 | 53  | Calificare baraj promovare Liga a III-a |
| 2   | Șoimul Băița            | 22 | 14 | 3 | 5  | 69 | 19 | +50 | 45  |                                         |
| 3   | Retezatul Hațeg         | 22 | 14 | 3 | 5  | 54 | 28 | +26 | 45  |                                         |
| 4   | Hercules Lupeni         | 22 | 15 | 3 | 4  | 59 | 19 | +40 | 45  |                                         |
| 5   | CS Hunedoara            | 22 | 13 | 4 | 5  | 55 | 18 | +37 | 43  |                                         |
| 6   | Aurul Brad              | 22 | 13 | 2 | 7  | 51 | 27 | +24 | 41  |                                         |
| 7   | Aurul Certej            | 22 | 10 | 2 | 10 | 45 | 46 | −1  | 32  |                                         |
| 8   | Victoria Călan          | 22 | 9  | 4 | 9  | 37 | 47 | −10 | 28  |                                         |
| 9   | Jiul Petroșani          | 22 | 6  | 1 | 15 | 22 | 61 | −39 | 19  |                                         |
| 10  | Universitatea Petroșani | 22 | 4  | 2 | 16 | 27 | 64 | −37 | 14  |                                         |
| 11  | Metalul Crișcior        | 22 | 1  | 2 | 19 | 19 | 94 | −75 | 5   |                                         |
| 12  | Minerul Uricani         | 22 | 1  | 2 | 19 | 15 | 97 | −82 | 5   |                                         |

1. 1 2 3  1. Șoimul Băița 7P.; 2. Retezatul Hațeg 7P.; 3. Hercules Lupeni 2P.
2. ↑  Hercules Lupeni a fost penalizată cu 3 puncte.
3. ↑  Victoria Călan a fost penalizată cu 3 puncte.

### Ialomița
| Loc | Echipa                 | MJ | V  | E | Î  | GM  | GP  | DG  | Pct | Calificare sau retrogradare             |
| --- | ---------------------- | -- | -- | - | -- | --- | --- | --- | --- | --------------------------------------- |
| 1   | CS Amara (C, Q)        | 30 | 25 | 3 | 2  | 94  | 28  | +66 | 78  | Calificare baraj promovare Liga a III-a |
| 2   | Recolta Gheorghe Doja  | 30 | 22 | 3 | 5  | 103 | 46  | +57 | 69  |                                         |
| 3   | Rapid Fetești          | 30 | 20 | 3 | 7  | 94  | 51  | +43 | 63  |                                         |
| 4   | Victoria Munteni-Buzău | 30 | 20 | 2 | 8  | 85  | 45  | +40 | 62  |                                         |
| 5   | Abatorul Slobozia      | 30 | 17 | 4 | 9  | 74  | 55  | +19 | 55  |                                         |
| 6   | Unirea Ion Roată       | 30 | 14 | 2 | 14 | 84  | 73  | +11 | 44  |                                         |
| 7   | Bărăganul Ciulnița     | 30 | 14 | 1 | 15 | 75  | 75  | 0   | 43  |                                         |
| 8   | Victoria Țăndărei      | 30 | 11 | 8 | 11 | 67  | 56  | +11 | 41  |                                         |
| 9   | Recolta Gheorghe Lazăr | 30 | 12 | 2 | 16 | 74  | 71  | +3  | 38  |                                         |
| 10  | Viitorul Axintele      | 30 | 12 | 2 | 16 | 66  | 73  | −7  | 38  |                                         |
| 11  | Spicul Colilia         | 30 | 11 | 5 | 14 | 74  | 82  | −8  | 38  |                                         |
| 12  | Secunda Adâncata       | 30 | 12 | 1 | 17 | 66  | 81  | −15 | 37  |                                         |
| 13  | Recolta Bărcănești     | 30 | 11 | 3 | 16 | 52  | 70  | −18 | 36  |                                         |
| 14  | Voința Maia (R)        | 30 | 9  | 5 | 16 | 67  | 92  | −25 | 32  | Retrogradare Liga a V-a Ialomița        |
| 15  | FC Traian (R)          | 30 | 5  | 1 | 24 | 52  | 142 | −90 | 16  | Retrogradare Liga a V-a Ialomița        |
| 16  | Fulgerul Fierbinți (R) | 30 | 1  | 3 | 26 | 18  | 105 | −87 | 6   | Retrogradare Liga a V-a Ialomița        |

1. ↑  Fulgerul Fierbinți s-a retras după 26 de etape și a pierdut toate meciurile rămase cu 0–3.

### Iași
| Loc | Echipa                 | MJ | V  | E | Î  | GM  | GP  | DG  | Pct | Calificare sau retrogradare             |
| --- | ---------------------- | -- | -- | - | -- | --- | --- | --- | --- | --------------------------------------- |
| 1   | Unirea Mircești (C, Q) | 28 | 25 | 1 | 2  | 119 | 20  | +99 | 76  | Calificare baraj promovare Liga a III-a |
| 2   | Unirea Ruginoasa       | 28 | 23 | 3 | 2  | 103 | 26  | +77 | 72  |                                         |
| 3   | Steaua Magică Iași     | 28 | 18 | 4 | 6  | 86  | 27  | +59 | 58  |                                         |
| 4   | Flacăra Erbiceni       | 28 | 17 | 2 | 9  | 86  | 46  | +40 | 53  |                                         |
| 5   | Stejarul Sinești       | 28 | 14 | 7 | 7  | 66  | 35  | +31 | 49  |                                         |
| 6   | Viitorul Hârlău        | 28 | 15 | 4 | 9  | 62  | 45  | +17 | 49  |                                         |
| 7   | Viitorul Lungani       | 28 | 12 | 5 | 11 | 42  | 44  | −2  | 41  |                                         |
| 8   | Stejarul Bârnova       | 28 | 11 | 2 | 15 | 56  | 61  | −5  | 35  |                                         |
| 9   | Unirea Scânteia        | 28 | 10 | 3 | 15 | 48  | 59  | −11 | 33  |                                         |
| 10  | CS Ciurea              | 28 | 8  | 6 | 14 | 53  | 70  | −17 | 30  |                                         |
| 11  | CS Tomești             | 28 | 8  | 4 | 16 | 47  | 65  | −18 | 28  |                                         |
| 12  | Gloria Bălțați         | 28 | 9  | 1 | 18 | 46  | 79  | −33 | 28  |                                         |
| 13  | Voința Moțca           | 28 | 6  | 2 | 20 | 35  | 104 | −69 | 20  |                                         |
| 14  | Olimpia Popricani      | 28 | 6  | 1 | 21 | 32  | 117 | −85 | 19  |                                         |
| 15  | Gloria Balș (R)        | 28 | 4  | 3 | 21 | 27  | 110 | −83 | 15  | Retrogradare Liga a V-a Iași            |
| 16  | Venus Butea (D)        | 0  | 0  | 0 | 0  | 0   | 0   | 0   | 0   | S-a retras                              |

1. ↑  Venus Butea s-a retras după 7 etape și toate rezultatele sale au fost anulate.

### Ilfov
Seria 1
| Loc | Echipa               | MJ | V  | E | Î  | GM | GP | DG  | Pct | Calificare sau retrogradare |
| --- | -------------------- | -- | -- | - | -- | -- | -- | --- | --- | --------------------------- |
| 1   | CSO Bragadiru (Q)    | 24 | 20 | 0 | 4  | 96 | 23 | +73 | 60  | Calificare în finală        |
| 2   | Voința Buftea        | 24 | 19 | 0 | 5  | 91 | 38 | +53 | 57  |                             |
| 3   | Voluntari III        | 24 | 14 | 3 | 7  | 52 | 39 | +13 | 45  |                             |
| 4   | Athletico Floreasca  | 24 | 13 | 3 | 8  | 68 | 50 | +18 | 42  |                             |
| 5   | Viitorul Domnești II | 24 | 12 | 4 | 8  | 62 | 60 | +2  | 40  |                             |
| 6   | FC Chitila           | 22 | 11 | 1 | 10 | 68 | 42 | +26 | 34  |                             |
| 7   | Sportul Ciorogârla   | 24 | 9  | 4 | 11 | 51 | 74 | −23 | 31  |                             |
| 8   | CS Glina             | 22 | 9  | 2 | 11 | 69 | 47 | +22 | 29  |                             |
| 9   | ACS Periș            | 24 | 8  | 2 | 14 | 51 | 67 | −16 | 26  |                             |
| 10  | CS Dărăști           | 23 | 6  | 4 | 13 | 47 | 93 | −46 | 22  |                             |
| 11  | FC 1 Decembrie       | 23 | 6  | 3 | 14 | 37 | 85 | −48 | 21  |                             |
| 12  | Metalplast Jilava    | 24 | 5  | 4 | 15 | 47 | 97 | −50 | 19  |                             |
| 13  | Voința Crevedia      | 22 | 5  | 0 | 17 | 31 | 55 | −24 | 15  |                             |
| 14  | CS Măgurele (D)      | 0  | 0  | 0 | 0  | 0  | 0  | 0   | 0   | S-a retras                  |

1. 1 2 3  FC Chitila, CS Glina și Voința Crevedia s-au retras în pauza de iarnă și au pierdut toate meciurile rămase cu 0–3.
2. ↑  CS Măgurele s-a retras după 6 etape și toate rezultatele sale au fost anulate.

Seria 2
| Loc | Echipa                       | MJ | V  | E | Î  | GM  | GP  | DG   | Pct | Calificare sau retrogradare |
| --- | ---------------------------- | -- | -- | - | -- | --- | --- | ---- | --- | --------------------------- |
| 1   | Voința Crevedia II (Q)       | 26 | 24 | 0 | 2  | 147 | 26  | +121 | 72  | Calificare în finală        |
| 2   | Viitorul Dragomirești-Vale   | 26 | 19 | 2 | 5  | 95  | 34  | +61  | 59  |                             |
| 3   | Pescărușul Grădiștea         | 26 | 18 | 2 | 6  | 107 | 47  | +60  | 56  |                             |
| 4   | ACS Cornetu                  | 26 | 15 | 1 | 10 | 69  | 57  | +12  | 46  |                             |
| 5   | Viitorul Petrăchioaia        | 26 | 15 | 0 | 11 | 75  | 47  | +28  | 45  |                             |
| 6   | Speranța Săbăreni            | 26 | 13 | 3 | 10 | 74  | 71  | +3   | 42  |                             |
| 7   | Victoria Tânganu             | 26 | 12 | 5 | 9  | 76  | 70  | +6   | 41  |                             |
| 8   | CS Corbeanca                 | 26 | 11 | 2 | 13 | 56  | 73  | −17  | 35  |                             |
| 9   | Gloria Islaz                 | 26 | 10 | 5 | 11 | 57  | 79  | −22  | 35  |                             |
| 10  | Vulturul Pasărea             | 26 | 10 | 1 | 15 | 51  | 78  | −27  | 31  |                             |
| 11  | Viitorul Berceni             | 26 | 8  | 2 | 16 | 54  | 87  | −33  | 26  |                             |
| 12  | Gloria Buriaș                | 26 | 7  | 0 | 19 | 53  | 131 | −78  | 21  |                             |
| 13  | Viitorul Găneasa             | 26 | 4  | 1 | 21 | 50  | 107 | −57  | 13  |                             |
| 14  | Codrii Vlăsiei Moara Vlăsiei | 26 | 3  | 2 | 21 | 32  | 89  | −57  | 11  |                             |

1. ↑  Codrii Vlăsiei Moara Vlăsiei s-a retras în a doua parte a sezonului și a pierdut toate meciurile rămase cu 0–3

Finala campionatului 
| CSO Bragadiru | 3–8 | Voința Crevedia II \|\|2–4\|\|1–4 |

Voința Crevedia II a câștigat Liga a IV-a Ilfov 2016–2017 și s-a calificat pentru barajul de promovare în Liga a III-a.

### Maramureș
Seria Nord
| Loc | Echipa                    | MJ | V  | E | Î  | GM | GP | DG  | Pct | Calificare sau retrogradare |
| --- | ------------------------- | -- | -- | - | -- | -- | -- | --- | --- | --------------------------- |
| 1   | Avântul Bârsana (Q)       | 20 | 17 | 1 | 2  | 89 | 22 | +67 | 52  | Calificare în finală        |
| 2   | Iza Dragomirești          | 20 | 15 | 1 | 4  | 95 | 30 | +65 | 46  |                             |
| 3   | Recolta Săliștea de Sus   | 20 | 13 | 1 | 6  | 63 | 30 | +33 | 40  |                             |
| 4   | Plimob Sighetu Marmației  | 20 | 12 | 1 | 7  | 74 | 53 | +21 | 37  |                             |
| 5   | Bradul Vișeul de Sus      | 20 | 10 | 3 | 7  | 44 | 39 | +5  | 33  |                             |
| 6   | Zorile Moisei             | 20 | 9  | 5 | 6  | 43 | 34 | +9  | 32  |                             |
| 7   | Metalul Bogdan Vodă       | 20 | 5  | 3 | 12 | 38 | 58 | −20 | 18  |                             |
| 8   | FC Remeți                 | 20 | 5  | 3 | 12 | 38 | 67 | −29 | 18  |                             |
| 9   | CSO Borșa                 | 20 | 4  | 3 | 13 | 38 | 91 | −53 | 15  |                             |
| 10  | Salina Ocna Șugatag       | 20 | 3  | 5 | 12 | 37 | 85 | −48 | 14  |                             |
| 11  | Foresta Câmpulung la Tisa | 20 | 3  | 2 | 15 | 25 | 75 | −50 | 11  |                             |

Seria Sud
| Loc | Echipa                  | MJ | V  | E | Î  | GM | GP | DG  | Pct | Calificare sau retrogradare |
| --- | ----------------------- | -- | -- | - | -- | -- | -- | --- | --- | --------------------------- |
| 1   | Lăpușul Târgu Lăpuș (Q) | 16 | 12 | 3 | 1  | 58 | 13 | +45 | 39  | Calificare în finală        |
| 2   | CS Fărcașa              | 16 | 9  | 3 | 4  | 47 | 27 | +20 | 30  |                             |
| 3   | Progresul Șomcuta Mare  | 16 | 9  | 2 | 5  | 55 | 27 | +28 | 29  |                             |
| 4   | Progresul Dumbrăvița    | 16 | 9  | 1 | 6  | 42 | 27 | +15 | 28  |                             |
| 5   | Unirea Șișești          | 16 | 9  | 1 | 6  | 42 | 41 | +1  | 28  |                             |
| 6   | Gloria Chechiș          | 16 | 6  | 4 | 6  | 30 | 29 | +1  | 22  |                             |
| 7   | CS Seini                | 16 | 4  | 3 | 9  | 25 | 44 | −19 | 15  |                             |
| 8   | Comuna Satulung         | 16 | 4  | 1 | 11 | 22 | 63 | −41 | 13  |                             |
| 9   | Minerul Cavnic          | 16 | 0  | 2 | 14 | 10 | 60 | −50 | 2   |                             |

1. ↑  Minerul Cavnic s-a retras în a doua parte a sezonului și a pierdut toate meciurile rămase cu 0–3.

Finala 
Finala campionatului s-a disputat pe 10 iunie 2017 pe Stadionul Viorel Mateianu din Baia Mare.
| Echipa 1            | Scor | Echipa 2        |
| ------------------- | ---- | --------------- |
| Lăpușul Târgu Lăpuș | 3–0  | Avântul Bârsana |

Lăpușul Târgu Lăpuș a câștigat Liga a IV-a Maramureș 2016–2017 și s-a calificat pentru barajul de promovare în Liga a III-a.

### Mehedinți
| Loc | Echipa          | MJ | V  | E | Î  | GM | GP | DG  | Pct | Calificare sau retrogradare |
| --- | --------------- | -- | -- | - | -- | -- | -- | --- | --- | --------------------------- |
| 1   | Viitorul Șimian | 14 | 12 | 0 | 2  | 42 | 12 | +30 | 36  | Calificare play-off         |
| 2   | CS Strehaia     | 14 | 8  | 2 | 4  | 27 | 16 | +11 | 26  | Calificare play-off         |
| 3   | FC Drobeta 2013 | 14 | 8  | 2 | 4  | 20 | 12 | +8  | 26  | Calificare play-off         |
| 4   | Dierna Orșova   | 14 | 6  | 1 | 7  | 25 | 30 | −5  | 19  | Calificare play-off         |
| 5   | Recolta Dănceu  | 14 | 5  | 3 | 6  | 28 | 26 | +2  | 18  | Calificare play-out         |
| 6   | Viitorul Cujmir | 14 | 5  | 2 | 7  | 18 | 22 | −4  | 17  | Calificare play-out         |
| 7   | Dunărea Pristol | 14 | 3  | 5 | 6  | 22 | 34 | −12 | 14  | Calificare play-out         |
| 8   | AS Corcova      | 14 | 1  | 1 | 12 | 12 | 42 | −30 | 4   | Calificare play-out         |

Play-off 
Echipele au început play-off-ul cu jumătate din punctele acumulate în sezonul regular.
| Loc | Echipa             | MJ | V | E | Î | GM | GP | DG | Pct | Calificare sau retrogradare             |
| --- | ------------------ | -- | - | - | - | -- | -- | -- | --- | --------------------------------------- |
| 1   | CS Strehaia (C, Q) | 6  | 4 | 0 | 2 | 11 | 6  | +5 | 25  | Calificare baraj promovare Liga a III-a |
| 2   | Viitorul Șimian    | 6  | 2 | 1 | 3 | 7  | 8  | −1 | 25  |                                         |
| 3   | FC Drobeta 2013    | 6  | 2 | 1 | 3 | 8  | 8  | 0  | 20  |                                         |
| 4   | Dierna Orșova      | 6  | 3 | 0 | 3 | 7  | 11 | −4 | 19  |                                         |

Play-out 
Echipele au început play-out-ul cu jumătate din punctele acumulate în sezonul regular.
| Loc | Echipa          | MJ | V | E | Î | GM | GP | DG  | Pct |
| --- | --------------- | -- | - | - | - | -- | -- | --- | --- |
| 5   | Recolta Dănceu  | 6  | 5 | 1 | 0 | 23 | 7  | +16 | 25  |
| 6   | Viitorul Cujmir | 6  | 2 | 1 | 3 | 14 | 14 | 0   | 16  |
| 7   | AS Corcova      | 6  | 3 | 0 | 3 | 18 | 18 | 0   | 11  |
| 8   | Dunărea Pristol | 6  | 1 | 0 | 5 | 6  | 22 | −16 | 10  |

### Mureș
| Loc | Echipa                            | MJ | V  | E | Î  | GM  | GP  | DG  | Pct | Calificare sau retrogradare             |
| --- | --------------------------------- | -- | -- | - | -- | --- | --- | --- | --- | --------------------------------------- |
| 1   | Mureșul Rușii-Munți (C, Q)        | 28 | 24 | 1 | 3  | 88  | 27  | +61 | 73  | Calificare baraj promovare Liga a III-a |
| 2   | Mureșul Luduș                     | 28 | 21 | 4 | 3  | 111 | 31  | +80 | 67  |                                         |
| 3   | Juvenes Târgu Mureș               | 28 | 18 | 6 | 4  | 79  | 38  | +41 | 60  |                                         |
| 4   | MSE 08 Târgu Mureș                | 28 | 18 | 3 | 7  | 97  | 54  | +43 | 57  |                                         |
| 5   | ACS Miercurea Nirajului           | 28 | 14 | 3 | 11 | 82  | 67  | +15 | 45  |                                         |
| 6   | Lacul Ursu Mobila Sovata          | 28 | 14 | 3 | 11 | 68  | 54  | +14 | 45  |                                         |
| 7   | Târnava Mică Sângeorgiu de Pădure | 28 | 13 | 5 | 10 | 72  | 60  | +12 | 44  |                                         |
| 8   | Atletic Târgu Mureș               | 28 | 12 | 3 | 13 | 74  | 59  | +15 | 39  |                                         |
| 9   | Viitorul Ungheni                  | 28 | 12 | 1 | 15 | 57  | 63  | −6  | 37  |                                         |
| 10  | Gaz Metan Târgu Mureș             | 28 | 10 | 2 | 16 | 51  | 83  | −32 | 32  |                                         |
| 11  | Mureșul Nazna                     | 28 | 8  | 1 | 19 | 30  | 85  | −55 | 25  |                                         |
| 12  | Gaz Metan Daneș                   | 28 | 8  | 1 | 19 | 47  | 107 | −60 | 25  |                                         |
| 13  | Mureșul Cuci                      | 28 | 7  | 3 | 18 | 47  | 83  | −36 | 24  |                                         |
| 14  | ACS Sărmașu 2005                  | 28 | 5  | 8 | 15 | 41  | 76  | −35 | 23  |                                         |
| 15  | Rază de Soare Acățari (R)         | 28 | 3  | 2 | 23 | 36  | 93  | −57 | 11  | Retrogradare Liga a V-a Mureș           |
| 16  | Avântul Miheșu de Câmpie (R)      | 0  | 0  | 0 | 0  | 0   | 0   | 0   | 0   | S-a retras                              |

1. ↑  Avântul Miheșu de Câmpie s-a retras din campionat după două etape și toate rezultatele sale au fost anulate.[47]

### Neamț
| Loc | Echipa                   | MJ | V  | E | Î  | GM  | GP  | DG   | Pct | Calificare sau retrogradare |
| --- | ------------------------ | -- | -- | - | -- | --- | --- | ---- | --- | --------------------------- |
| 1   | Teiul Poiana Teiului (Q) | 28 | 25 | 1 | 2  | 114 | 21  | +93  | 76  | Calificare play-off         |
| 2   | Bradul Borca (Q)         | 28 | 24 | 2 | 2  | 106 | 25  | +81  | 74  | Calificare play-off         |
| 3   | Speranța Răucești (Q)    | 28 | 20 | 3 | 5  | 100 | 30  | +70  | 63  | Calificare play-off         |
| 4   | Moldova Cordun (Q)       | 28 | 18 | 3 | 7  | 79  | 37  | +42  | 57  | Calificare play-off         |
| 5   | Cimentul Bicaz           | 28 | 16 | 4 | 8  | 93  | 36  | +57  | 52  |                             |
| 6   | Voința Ion Creangă       | 28 | 16 | 4 | 8  | 79  | 49  | +30  | 52  |                             |
| 7   | Bradul Roznov            | 28 | 16 | 3 | 9  | 80  | 39  | +41  | 51  |                             |
| 8   | Vulturul Costișa         | 28 | 12 | 3 | 13 | 62  | 56  | +6   | 39  |                             |
| 9   | Steel-Man Târgu Neamț    | 28 | 9  | 3 | 16 | 51  | 76  | −25  | 30  |                             |
| 10  | Zimbrul Vânători-Neamț   | 28 | 8  | 5 | 15 | 50  | 82  | −32  | 29  |                             |
| 11  | Tineretul Cândești       | 25 | 6  | 4 | 15 | 38  | 62  | −24  | 22  |                             |
| 12  | Unirea Tămășeni          | 25 | 6  | 2 | 17 | 34  | 57  | −23  | 20  |                             |
| 13  | LPS Piatra Neamț         | 28 | 6  | 0 | 22 | 38  | 166 | −128 | 18  |                             |
| 14  | Voința Dobreni           | 25 | 2  | 0 | 23 | 10  | 108 | −98  | 6   |                             |
| 15  | Zimbrul Pâncești         | 25 | 1  | 1 | 23 | 12  | 102 | −90  | 4   |                             |
| 16  | LPS Roman (D)            | 0  | 0  | 0 | 0  | 0   | 0   | 0    | 0   | S-a retras                  |

1. 1 2 3 4  Tineretul Cândești, Unirea Tămășeni, Voința Dobreni și Zimbrul Pâncești s-au retras în a doua parte a sezonului și au pierdut toate meciurile rămase cu 0–3.
2. ↑  LPS Roman s-a retras după 4 etape și toate rezultatele sale au fost anulate.

Play-off 
Play-off-ul campionatului a avut loc între cele mai bune patru echipe ale sezonului regulat. Echipele au început play-off-ul cu următoarele puncte: locul 1 – 3 puncte, locul 2 – 2 puncte, locul 3 – 1 punct, locul 4 – 0 puncte.
Toate meciurile s-au jucat pe Stadionul Bradul din Roznov.
| Loc | Echipa                      | MJ | V | E | Î | GM | GP | DG  | Pct | Calificare                              |   | TPT | BBO | SPR | MCO |
| --- | --------------------------- | -- | - | - | - | -- | -- | --- | --- | --------------------------------------- | - | --- | --- | --- | --- |
| 1   | Teiul Poiana Teiului (C, Q) | 3  | 3 | 0 | 0 | 13 | 2  | +11 | 12  | Calificare baraj promovare Liga a III-a |   | —   | 4–1 | 3–1 | 6–0 |
| 2   | Bradul Borca                | 3  | 1 | 1 | 1 | 9  | 8  | +1  | 6   |                                         |   | —   | —   | 2–2 | 6–2 |
| 3   | Speranța Răucești           | 3  | 1 | 1 | 1 | 8  | 7  | +1  | 5   |                                         | — | —   | —   | 5–2 |     |
| 4   | Moldova Cordun              | 3  | 0 | 0 | 3 | 4  | 17 | −13 | 0   |                                         | — | —   | —   | —   |     |

### Olt
| Loc | Echipa                         | MJ | V  | E | Î  | GM  | GP  | DG  | Pct | Calificare sau retrogradare             |
| --- | ------------------------------ | -- | -- | - | -- | --- | --- | --- | --- | --------------------------------------- |
| 1   | AS Milcov (C, Q)               | 26 | 24 | 0 | 2  | 118 | 22  | +96 | 72  | Calificare baraj promovare Liga a III-a |
| 2   | Voința Băbiciu                 | 26 | 21 | 1 | 4  | 86  | 28  | +58 | 64  |                                         |
| 3   | Vedea Văleni Nicolae Titulescu | 26 | 20 | 1 | 5  | 90  | 39  | +51 | 61  |                                         |
| 4   | Juventus Slatina               | 26 | 17 | 2 | 7  | 87  | 42  | +45 | 53  |                                         |
| 5   | Vedița Colonești               | 26 | 13 | 4 | 9  | 72  | 53  | +19 | 43  |                                         |
| 6   | Viitorul Grădinile             | 26 | 13 | 2 | 11 | 56  | 58  | −2  | 41  |                                         |
| 7   | Petrolul Potcoava              | 26 | 11 | 2 | 13 | 53  | 54  | −1  | 35  |                                         |
| 8   | Oltul Curtișoara               | 26 | 11 | 1 | 14 | 44  | 63  | −19 | 34  |                                         |
| 9   | Avântul Coteana                | 26 | 10 | 3 | 13 | 46  | 49  | −3  | 33  |                                         |
| 10  | CSȘ Slatina                    | 26 | 9  | 1 | 16 | 58  | 74  | −16 | 28  |                                         |
| 11  | Romanați Caracal               | 26 | 7  | 3 | 16 | 51  | 65  | −14 | 24  |                                         |
| 12  | FC Olt Scornicești             | 26 | 5  | 4 | 17 | 41  | 96  | −55 | 19  |                                         |
| 13  | Oltețul Osica                  | 26 | 4  | 2 | 20 | 37  | 103 | −66 | 14  |                                         |
| 14  | Viitorul Rusănești             | 26 | 2  | 4 | 20 | 18  | 111 | −93 | 10  |                                         |
| 15  | Recolta Stoicănești (D)        | 0  | 0  | 0 | 0  | 0   | 0   | 0   | 0   | Exclusă                                 |
| 16  | Victoria Dobrun (D)            | 0  | 0  | 0 | 0  | 0   | 0   | 0   | 0   | Exclusă                                 |

1. ↑  Recolta Stoicănești s-a retras din campionat după 6 etape și toate rezultatele sale au fost anulate.[51]
2. ↑  Victoria Dobrun s-a retras din campionat după 3 etape și toate rezultatele sale au fost anulate.[52]

### Prahova
| Loc | Echipa                      | MJ | V  | E | Î  | GM  | GP  | DG   | Pct | Calificare sau retrogradare             |
| --- | --------------------------- | -- | -- | - | -- | --- | --- | ---- | --- | --------------------------------------- |
| 1   | Petrolul Ploiești (C, Q)    | 30 | 25 | 5 | 0  | 125 | 11  | +114 | 80  | Calificare baraj promovare Liga a III-a |
| 2   | CS Blejoi                   | 30 | 22 | 3 | 5  | 96  | 32  | +64  | 69  |                                         |
| 3   | AFC Bănești-Urleta          | 30 | 21 | 3 | 6  | 98  | 30  | +68  | 66  |                                         |
| 4   | CS Păulești                 | 30 | 17 | 8 | 5  | 104 | 39  | +65  | 59  |                                         |
| 5   | CSO Plopeni                 | 30 | 15 | 6 | 9  | 84  | 56  | +28  | 51  |                                         |
| 6   | CS Cornu                    | 30 | 15 | 5 | 10 | 62  | 56  | +6   | 50  |                                         |
| 7   | Petrolul Băicoi             | 30 | 13 | 8 | 9  | 47  | 35  | +12  | 47  |                                         |
| 8   | Teleajenul Vălenii de Munte | 30 | 12 | 8 | 10 | 58  | 58  | 0    | 44  |                                         |
| 9   | Avântul Măneciu             | 30 | 14 | 1 | 15 | 48  | 67  | −19  | 43  |                                         |
| 10  | CS Mănești Coada Izvorului  | 30 | 9  | 8 | 13 | 53  | 85  | −32  | 35  |                                         |
| 11  | AFC Brebu                   | 30 | 9  | 6 | 15 | 54  | 70  | −16  | 33  |                                         |
| 12  | Tricolorul Breaza           | 30 | 9  | 6 | 15 | 36  | 65  | −29  | 33  |                                         |
| 13  | CS Ceptura                  | 30 | 10 | 2 | 18 | 69  | 96  | −27  | 32  |                                         |
| 14  | Tufeni Băicoi               | 30 | 5  | 4 | 21 | 49  | 108 | −59  | 19  |                                         |
| 15  | Unirea Urlați (R)           | 30 | 3  | 2 | 25 | 24  | 107 | −83  | 11  | Retrogradare to Liga a V-a Prahova      |
| 16  | Unirea Cocorăștii Colț (R)  | 30 | 1  | 5 | 24 | 36  | 128 | −92  | 8   | Retrogradare to Liga a V-a Prahova      |

1. 1 2  Brebu–Tricolorul Breaza 1–2; Tricolorul Breaza–Brebu 0–1.

### Satu Mare
| Loc | Echipa               | MJ | V  | E | Î  | GM | GP | DG  | Pct | Calificare sau retrogradare             |
| --- | -------------------- | -- | -- | - | -- | -- | -- | --- | --- | --------------------------------------- |
| 1   | Unirea Tășnad (C, Q) | 22 | 18 | 3 | 1  | 71 | 15 | +56 | 57  | Calificare baraj promovare Liga a III-a |
| 2   | Victoria Carei       | 22 | 15 | 2 | 5  | 52 | 24 | +28 | 47  |                                         |
| 3   | Luceafărul Decebal   | 22 | 15 | 1 | 6  | 53 | 28 | +25 | 46  |                                         |
| 4   | Energia Negrești-Oaș | 22 | 14 | 3 | 5  | 50 | 31 | +19 | 45  |                                         |
| 5   | Talna Orașu Nou      | 22 | 13 | 2 | 7  | 60 | 42 | +18 | 41  |                                         |
| 6   | Știința Beltiug      | 22 | 10 | 3 | 9  | 49 | 28 | +21 | 33  |                                         |
| 7   | Voința Doba          | 21 | 10 | 0 | 11 | 43 | 58 | −15 | 30  |                                         |
| 8   | Turul Micula         | 22 | 8  | 2 | 12 | 44 | 53 | −9  | 26  |                                         |
| 9   | Crasna Moftinu Mare  | 22 | 7  | 1 | 14 | 45 | 44 | +1  | 22  |                                         |
| 10  | Recolta Dorolț II    | 21 | 6  | 2 | 13 | 47 | 53 | −6  | 20  |                                         |
| 11  | Victoria Apa         | 22 | 5  | 1 | 16 | 28 | 82 | −54 | 16  |                                         |
| 12  | Viitorul Vetiș       | 22 | 0  | 0 | 22 | 12 | 96 | −84 | 0   |                                         |

### Sălaj
| Loc | Echipa                           | MJ | V  | E  | Î  | GM  | GP  | DG   | Pct | Calificare sau retrogradare             |
| --- | -------------------------------- | -- | -- | -- | -- | --- | --- | ---- | --- | --------------------------------------- |
| 1   | Dumbrava Gâlgău Almașului (C, Q) | 28 | 23 | 2  | 3  | 131 | 25  | +106 | 71  | Calificare baraj promovare Liga a III-a |
| 2   | Rapid Jibou                      | 28 | 22 | 4  | 2  | 103 | 33  | +70  | 70  |                                         |
| 3   | Unirea Mirșid                    | 28 | 22 | 2  | 4  | 171 | 35  | +136 | 68  |                                         |
| 4   | Flacăra Halmășd                  | 28 | 20 | 4  | 4  | 106 | 46  | +60  | 64  |                                         |
| 5   | Barcău Nușfalău                  | 28 | 16 | 10 | 2  | 96  | 39  | +57  | 58  |                                         |
| 6   | CS Crasna                        | 28 | 12 | 5  | 11 | 57  | 47  | +10  | 41  |                                         |
| 7   | Sportul Șimleu Silvaniei         | 28 | 12 | 3  | 13 | 67  | 82  | −15  | 39  |                                         |
| 8   | Cetatea Buciumi                  | 28 | 10 | 6  | 12 | 71  | 75  | −4   | 36  |                                         |
| 9   | Olimpic Bocșa                    | 28 | 10 | 3  | 15 | 65  | 86  | −21  | 33  |                                         |
| 10  | Silvania Cehu Silvaniei          | 28 | 10 | 2  | 16 | 64  | 76  | −12  | 32  |                                         |
| 11  | CS Hida                          | 28 | 8  | 2  | 18 | 52  | 100 | −48  | 26  |                                         |
| 12  | Benfica Ileanda                  | 28 | 6  | 4  | 18 | 35  | 82  | −47  | 22  |                                         |
| 13  | Real Crișeni                     | 28 | 4  | 6  | 18 | 47  | 89  | −42  | 18  |                                         |
| 14  | AS Chieșd                        | 28 | 5  | 3  | 20 | 45  | 149 | −104 | 18  |                                         |
| 15  | Inter Pericei                    | 28 | 1  | 2  | 25 | 28  | 174 | −146 | 5   |                                         |
| 16  | Gloria Bobota (D)                | 0  | 0  | 0  | 0  | 0   | 0   | 0    | 0   | S-a retras                              |

1. ↑  Gloria Bobota s-a retras în prima parte a sezonului și toate rezultatele sale au fost anulate.[57]

### Sibiu
| Loc | Echipa                    | MJ | V  | E | Î  | GM  | GP  | DG   | Pct | Calificare sau retrogradare             |
| --- | ------------------------- | -- | -- | - | -- | --- | --- | ---- | --- | --------------------------------------- |
| 1   | FC Avrig (C, Q)           | 28 | 26 | 1 | 1  | 155 | 10  | +145 | 79  | Calificare baraj promovare Liga a III-a |
| 2   | Păltiniș Rășinari         | 28 | 24 | 2 | 2  | 145 | 35  | +110 | 74  |                                         |
| 3   | Măgura Cisnădie           | 28 | 23 | 1 | 4  | 154 | 26  | +128 | 70  |                                         |
| 4   | AFC Hermannstadt II       | 28 | 21 | 1 | 6  | 123 | 36  | +87  | 64  |                                         |
| 5   | Unirea Miercurea Sibiului | 28 | 20 | 2 | 6  | 115 | 45  | +70  | 62  |                                         |
| 6   | Viitorul Șelimbăr         | 28 | 15 | 2 | 11 | 77  | 52  | +25  | 47  |                                         |
| 7   | LSS Voința Sibiu          | 28 | 13 | 2 | 13 | 93  | 78  | +15  | 41  |                                         |
| 8   | CS Agnita                 | 28 | 12 | 4 | 12 | 64  | 58  | +6   | 40  |                                         |
| 9   | Progresul Terezian Sibiu  | 28 | 9  | 6 | 13 | 51  | 102 | −51  | 33  |                                         |
| 10  | FC Tălmaciu               | 28 | 10 | 1 | 17 | 51  | 73  | −22  | 31  |                                         |
| 11  | Sparta Mediaș             | 28 | 9  | 1 | 18 | 62  | 140 | −78  | 28  |                                         |
| 12  | Athletic Șura Mare        | 28 | 7  | 2 | 19 | 45  | 129 | −84  | 23  |                                         |
| 13  | ASA Sibiu                 | 28 | 4  | 1 | 23 | 32  | 141 | −109 | 13  |                                         |
| 14  | Sion Săliște              | 28 | 3  | 2 | 23 | 41  | 140 | −99  | 11  |                                         |
| 15  | Continental Sibiu         | 28 | 0  | 0 | 28 | 10  | 153 | −143 | 0   |                                         |

1. ↑  Continental Sibiu s-a retras din campionat în pauza de iarnă și a pierdut toate meciurile din a doua parte a sezonului cu 0–3.

### Suceava
| Loc | Echipa                    | MJ | V  | E | Î  | GM | GP | DG  | Pct | Calificare sau retrogradare             |
| --- | ------------------------- | -- | -- | - | -- | -- | -- | --- | --- | --------------------------------------- |
| 1   | Bucovina Rădăuți (C, Q)   | 26 | 23 | 3 | 0  | 86 | 2  | +84 | 72  | Calificare baraj promovare Liga a III-a |
| 2   | Viitorul Liteni           | 26 | 19 | 1 | 6  | 80 | 34 | +46 | 58  |                                         |
| 3   | Progresul Frătăuții Vechi | 26 | 18 | 3 | 5  | 60 | 19 | +41 | 57  |                                         |
| 4   | Șomuz Fălticeni           | 26 | 16 | 4 | 6  | 65 | 28 | +37 | 52  |                                         |
| 5   | Șomuzul Preutești         | 26 | 14 | 4 | 8  | 75 | 52 | +23 | 46  |                                         |
| 6   | Foresta Suceava II        | 26 | 11 | 3 | 12 | 48 | 48 | 0   | 36  |                                         |
| 7   | Stejarul Cajvana          | 26 | 11 | 2 | 13 | 56 | 95 | −39 | 35  |                                         |
| 8   | Moldova Drăgușeni         | 26 | 12 | 2 | 12 | 48 | 58 | −10 | 32  |                                         |
| 9   | Forestierul Frumosu       | 26 | 9  | 2 | 15 | 48 | 87 | −39 | 29  |                                         |
| 10  | Victoria Vatra Moldoviței | 26 | 8  | 4 | 14 | 38 | 61 | −23 | 28  |                                         |
| 11  | Recolta Fântânele         | 26 | 8  | 1 | 17 | 46 | 63 | −17 | 25  |                                         |
| 12  | CS Gura Humorului         | 26 | 7  | 2 | 17 | 33 | 60 | −27 | 23  |                                         |
| 13  | Bradul Putna (R)          | 26 | 7  | 0 | 19 | 43 | 57 | −14 | 21  | Retrogradare Liga a V-a Suceava         |
| 14  | Avântul Volovăț (R)       | 26 | 3  | 1 | 22 | 20 | 82 | −62 | 10  | Retrogradare Liga a V-a Suceava         |

1. ↑  Moldova Drăgușeni a fost penalizată cu 6 puncte.
2. 1 2  Bradul Putna și Avântul Volovăț s-au retras în pauza de iarnă și au pierdut toate meciurile din a doua parte a sezonului cu 0–3.

### Teleorman
| Loc | Echipa                 | MJ | V  | E | Î  | GM  | GP  | DG   | Pct | Calificare sau retrogradare             |
| --- | ---------------------- | -- | -- | - | -- | --- | --- | ---- | --- | --------------------------------------- |
| 1   | Voința Saelele (C, Q)  | 28 | 24 | 4 | 0  | 135 | 12  | +123 | 76  | Calificare baraj promovare Liga a III-a |
| 2   | Viață Nouă Olteni      | 28 | 18 | 4 | 6  | 91  | 32  | +59  | 58  |                                         |
| 3   | Ajax Botoroaga         | 28 | 17 | 3 | 8  | 73  | 56  | +17  | 54  |                                         |
| 4   | Rapid Buzescu          | 28 | 15 | 8 | 5  | 86  | 35  | +51  | 53  |                                         |
| 5   | Unirea Țigănești       | 28 | 14 | 7 | 7  | 77  | 47  | +30  | 49  |                                         |
| 6   | Avântul Bragadiru      | 28 | 14 | 0 | 14 | 76  | 66  | +10  | 42  |                                         |
| 7   | Astra Plosca           | 28 | 12 | 4 | 12 | 84  | 62  | +22  | 40  |                                         |
| 8   | ASC Seaca              | 28 | 12 | 4 | 12 | 56  | 53  | +3   | 40  |                                         |
| 9   | Unirea Brânceni (R)    | 28 | 13 | 0 | 15 | 63  | 59  | +4   | 39  | Retrogradare Liga a V-a Teleorman       |
| 10  | Unirea Petrolul Videle | 28 | 10 | 3 | 15 | 54  | 84  | −30  | 33  |                                         |
| 11  | Metalul Peretu         | 28 | 9  | 2 | 17 | 59  | 74  | −15  | 29  |                                         |
| 12  | Tineretul Siliștea     | 28 | 8  | 5 | 15 | 53  | 102 | −49  | 29  |                                         |
| 13  | Atletic Orbeasca       | 28 | 8  | 3 | 17 | 48  | 86  | −38  | 27  |                                         |
| 14  | ACS Drăgănești-Vlașca  | 28 | 8  | 1 | 19 | 55  | 105 | −50  | 25  |                                         |
| 15  | CS Nanov               | 28 | 3  | 2 | 23 | 37  | 174 | −137 | 11  | Scutită de retrogradare                 |

1. ↑  Unirea Brânceni s-a retras din campionat după 15 etape, a pierdut toate meciurile rămase cu 0–3 și a retrogradat.[61]
2. ↑  CS Nanov a fost scutită de retrogradare datorită extinderii ligii la 16 echipe din sezonul viitor.

### Timiș
| Loc | Echipa                    | MJ | V  | E  | Î  | GM  | GP  | DG   | Pct | Calificare sau retrogradare             |
| --- | ------------------------- | -- | -- | -- | -- | --- | --- | ---- | --- | --------------------------------------- |
| 1   | CS Ghiroda (C, Q)         | 34 | 27 | 5  | 2  | 138 | 39  | +99  | 86  | Calificare baraj promovare Liga a III-a |
| 2   | Voința Biled              | 34 | 23 | 3  | 8  | 99  | 54  | +45  | 72  |                                         |
| 3   | Pobeda Dudeștii Vechi     | 34 | 21 | 7  | 6  | 83  | 40  | +43  | 70  |                                         |
| 4   | CSM Lugoj II              | 34 | 23 | 2  | 9  | 83  | 46  | +37  | 68  |                                         |
| 5   | Voința Mașloc             | 34 | 21 | 4  | 9  | 93  | 47  | +46  | 67  |                                         |
| 6   | ACS Dumbrăvița            | 34 | 18 | 7  | 9  | 85  | 44  | +41  | 61  |                                         |
| 7   | Avântul Periam            | 34 | 17 | 7  | 10 | 84  | 61  | +23  | 58  |                                         |
| 8   | Cocoșul Orțișoara         | 34 | 15 | 3  | 16 | 67  | 62  | +5   | 48  |                                         |
| 9   | Unirea Sânnicolau Mare    | 34 | 13 | 8  | 13 | 59  | 42  | +17  | 47  |                                         |
| 10  | AS Murani                 | 34 | 15 | 2  | 17 | 74  | 97  | −23  | 47  |                                         |
| 11  | AS Seceani                | 34 | 13 | 4  | 17 | 62  | 70  | −8   | 43  |                                         |
| 12  | Timișul Șag               | 34 | 10 | 10 | 14 | 57  | 61  | −4   | 40  |                                         |
| 13  | Progresul Gătaia          | 34 | 11 | 3  | 20 | 74  | 115 | −41  | 36  |                                         |
| 14  | Arsenal Flacăra Făget     | 34 | 11 | 3  | 20 | 76  | 98  | −22  | 36  |                                         |
| 15  | Progresul 1906 Ciacova    | 34 | 10 | 5  | 19 | 42  | 86  | −44  | 35  |                                         |
| 16  | AS Peciu Nou              | 34 | 10 | 4  | 20 | 45  | 88  | −43  | 34  | Scutită de retragradare                 |
| 17  | Unirea Banloc (R)         | 34 | 8  | 1  | 25 | 55  | 115 | −60  | 25  | Retrogradare Liga a V-a Timiș           |
| 18  | Marcel Băban Jimbolia (R) | 34 | 1  | 0  | 33 | 16  | 127 | −111 | 3   | Retrogradare Liga a V-a Timiș           |

1. ↑  Lugoj II a fost penalizată cu 3 puncte.
2. ↑  AS Peciu Nou a fost scutită de retrogradare datorită promovării lui CS Ghiroda în Liga a III-a.
3. ↑  Marcel Băban Jimbolia s-a retras din campionat și a pierdut toate meciurile din a doua parte a sezonului cu 0–3.

### Tulcea
Seria A
| Loc | Echipa                      | MJ | V  | E | Î  | GM  | GP  | DG  | Pct | Calificare sau retrogradare |
| --- | --------------------------- | -- | -- | - | -- | --- | --- | --- | --- | --------------------------- |
| 1   | Șoimii Topolog (Q)          | 18 | 17 | 1 | 0  | 103 | 18  | +85 | 52  | Calificare play-off         |
| 2   | Delta Stars Tulcea (Q)      | 18 | 13 | 2 | 3  | 53  | 21  | +32 | 41  | Calificare play-off         |
| 3   | Hamangia Baia               | 18 | 12 | 1 | 5  | 42  | 28  | +14 | 37  |                             |
| 4   | Granitul Babadag            | 18 | 11 | 2 | 5  | 82  | 32  | +50 | 35  |                             |
| 5   | Izbânda Mihail Kogălniceanu | 18 | 8  | 1 | 9  | 51  | 50  | +1  | 25  |                             |
| 6   | Luceafărul Slava Cercheză   | 17 | 7  | 3 | 7  | 44  | 41  | +3  | 24  |                             |
| 7   | Egreta Sabangia             | 17 | 6  | 1 | 10 | 39  | 48  | −9  | 19  |                             |
| 8   | Laguna Ceamurlia de Jos     | 18 | 3  | 1 | 14 | 36  | 78  | −42 | 10  |                             |
| 9   | Heracleea Enisala           | 18 | 3  | 0 | 15 | 26  | 83  | −57 | 9   |                             |
| 10  | Gloria Agighiol             | 18 | 3  | 0 | 15 | 24  | 101 | −77 | 9   |                             |

Seria B
| Loc | Echipa                    | MJ | V  | E | Î  | GM  | GP | DG   | Pct | Calificare sau retrogradare |
| --- | ------------------------- | -- | -- | - | -- | --- | -- | ---- | --- | --------------------------- |
| 1   | Pescărușul Sarichioi (Q)  | 18 | 17 | 1 | 0  | 160 | 20 | +140 | 52  | Calificare play-off         |
| 2   | Delta Aegyssus Tulcea (Q) | 18 | 15 | 1 | 2  | 101 | 21 | +80  | 46  | Calificare play-off         |
| 3   | Triumf Cerna              | 18 | 11 | 1 | 6  | 58  | 51 | +7   | 34  |                             |
| 4   | Racheta Dăeni             | 18 | 8  | 3 | 7  | 60  | 58 | +2   | 27  |                             |
| 5   | Național Somova           | 18 | 9  | 0 | 9  | 44  | 62 | −18  | 27  |                             |
| 6   | Viitorul Frecăței         | 16 | 7  | 0 | 9  | 48  | 46 | +2   | 21  |                             |
| 7   | Beroe Ostrov              | 18 | 6  | 3 | 9  | 32  | 59 | −27  | 21  |                             |
| 8   | Triumful Turda            | 18 | 5  | 4 | 9  | 37  | 86 | −49  | 19  |                             |
| 9   | Tractorul Horia           | 16 | 1  | 2 | 13 | 22  | 79 | −57  | 5   |                             |
| 10  | Sarica Niculițel          | 16 | 0  | 1 | 15 | 13  | 93 | −80  | 1   |                             |

Play-off 
Semi-finale
Meciurile tur s-au jucat pe 21 Mai, iar returul pe 28 Mai si 4 Iunie 2017.
| Delta Stars Tulcea   | 5–5 | Șoimii Topolog \|\|2–2\|\|3–3        |
| Pescărușul Sarichioi | 4–0 | Delta Aegyssus Tulcea \|\|3–0\|\|1–0 |

Finala
Finala campionatului s-a jucat la 11 Iunie 2017 pe Stadionul Delta din Tulcea.
| Echipa 1             | Scor | Echipa 2           |
| -------------------- | ---- | ------------------ |
| Pescărușul Sarichioi | 6–2  | Delta Stars Tulcea |

Pescărușul Sarichioi a câștigat Liga a IV-a Tulcea 2016–2017 și s-a calificat pentru barajul de promovare în Liga a III-a.

### Vaslui
| Loc | Echipa              | MJ | V  | E | Î  | GM | GP  | DG  | Pct | Calificare sau retrogradare |
| --- | ------------------- | -- | -- | - | -- | -- | --- | --- | --- | --------------------------- |
| 1   | Pajura Huși (Q)     | 18 | 15 | 1 | 2  | 74 | 25  | +49 | 46  | Qualification to play-off   |
| 2   | FC 2007 Gârceni (Q) | 18 | 14 | 0 | 4  | 67 | 26  | +41 | 42  | Qualification to play-off   |
| 3   | Vitis Șuletea (Q)   | 18 | 11 | 4 | 3  | 51 | 29  | +22 | 37  | Qualification to play-off   |
| 4   | FC Vaslui (Q)       | 18 | 10 | 4 | 4  | 56 | 34  | +22 | 34  | Qualification to play-off   |
| 5   | Juventus Fălciu     | 18 | 10 | 0 | 8  | 54 | 42  | +12 | 30  |                             |
| 6   | Atletic Bârlad      | 18 | 9  | 2 | 7  | 57 | 26  | +31 | 29  |                             |
| 7   | Sporting Bârlad     | 18 | 7  | 4 | 7  | 45 | 37  | +8  | 25  |                             |
| 8   | Multim Perieni      | 18 | 3  | 0 | 15 | 19 | 83  | −64 | 9   |                             |
| 9   | Unirea Banca        | 18 | 2  | 1 | 15 | 28 | 106 | −78 | 7   |                             |
| 10  | Flacăra Murgeni     | 18 | 1  | 0 | 17 | 13 | 56  | −43 | 3   |                             |

Play-off 
| Loc | Echipa                 | MJ | V | E | Î | GM | GP | DG  | Pct | Calificare                              |
| --- | ---------------------- | -- | - | - | - | -- | -- | --- | --- | --------------------------------------- |
| 1   | FC 2007 Gârceni (C, Q) | 6  | 4 | 2 | 0 | 18 | 8  | +10 | 14  | Calificare baraj promovare Liga a III-a |
| 2   | FC Vaslui              | 6  | 3 | 1 | 2 | 13 | 9  | +4  | 10  |                                         |
| 3   | Vitis Șuletea          | 6  | 2 | 1 | 3 | 8  | 13 | −5  | 7   |                                         |
| 4   | Pajura Huși            | 6  | 1 | 0 | 5 | 9  | 18 | −9  | 3   |                                         |

### Vâlcea
| Loc | Echipa                 | MJ | V  | E | Î  | GM  | GP  | DG  | Pct | Calificare sau retrogradare             |
| --- | ---------------------- | -- | -- | - | -- | --- | --- | --- | --- | --------------------------------------- |
| 1   | Viitorul Dăești (C, Q) | 30 | 26 | 1 | 3  | 115 | 26  | +89 | 79  | Calificare baraj promovare Liga a III-a |
| 2   | Posada Perișani        | 30 | 21 | 5 | 4  | 109 | 35  | +74 | 68  |                                         |
| 3   | Flacăra Horezu         | 30 | 22 | 1 | 7  | 111 | 40  | +71 | 67  |                                         |
| 4   | Vointa Orlești         | 30 | 13 | 6 | 11 | 75  | 67  | +8  | 45  |                                         |
| 5   | Cozia Călimănești      | 30 | 9  | 9 | 12 | 64  | 63  | +1  | 36  |                                         |
| 6   | FC Băbeni              | 30 | 10 | 6 | 14 | 76  | 84  | −8  | 36  |                                         |
|     |                        |    |    |   |    |     |     |     |     |                                         |
| 7   | Unirea Tomșani         | 28 | 13 | 5 | 10 | 96  | 97  | −1  | 44  |                                         |
| 8   | CS Mădulari            | 28 | 8  | 3 | 17 | 63  | 103 | −40 | 27  |                                         |
| 9   | Lotru Brezoi (R)       | 28 | 8  | 1 | 19 | 48  | 115 | −67 | 25  | Calificare baraj retrogradare           |
| 10  | Minerul Costești (R)   | 28 | 4  | 3 | 21 | 49  | 109 | −60 | 15  | Calificare baraj retrogradare           |
| 11  | Păușești Otăsău (R)    | 28 | 3  | 6 | 19 | 55  | 122 | −67 | 15  | Retrogradare Liga a V-a Vâlcea          |

1. ↑  Echipele sunt împărțite în două grupe (play-off și play-out) după ce fiecare a jucat 20 de meciuri.

Baraj retrogradare/promovare 
Echipele de pe locurile 9 și 10 ale Ligii a IV-a Vâlcea se confruntă cu echipele de pe locurile 2 din cele două serii ale Ligii a V-a Vâlcea.
| Echipa 1         | Scor gen. | Echipa 2          | Tur | Retur |
| ---------------- | --------- | ----------------- | --- | ----- |
| Oltețul Bălcești | 4–2       | Lotru Brezoi      | 1–0 | 3–2   |
| Minerul Costești | 5–6       | Stejarul Vlădești | 4–2 | 1–4   |

### Vrancea
| Loc | Echipa                   | MJ | V  | E | Î  | GM  | GP | DG   | Pct | Calificare                              |
| --- | ------------------------ | -- | -- | - | -- | --- | -- | ---- | --- | --------------------------------------- |
| 1   | CSM Focșani (C, Q)       | 22 | 21 | 1 | 0  | 151 | 11 | +140 | 64  | Calificare baraj promovare Liga a III-a |
| 2   | Victoria Gugești         | 22 | 14 | 5 | 3  | 63  | 34 | +29  | 47  |                                         |
| 3   | Național Golești         | 22 | 14 | 5 | 3  | 54  | 27 | +27  | 47  |                                         |
| 4   | Euromania Dumbrăveni     | 22 | 13 | 3 | 6  | 62  | 30 | +32  | 42  |                                         |
| 5   | Voința Cârligele         | 22 | 10 | 3 | 9  | 59  | 50 | +9   | 33  |                                         |
| 6   | Tractorul Nănești        | 22 | 9  | 6 | 7  | 55  | 55 | 0    | 33  |                                         |
| 7   | Unirea Țifești           | 22 | 7  | 8 | 7  | 47  | 54 | −7   | 29  |                                         |
| 8   | FCM Adjud                | 22 | 7  | 5 | 10 | 43  | 71 | −28  | 26  |                                         |
| 9   | Dinamo Tătăranu          | 22 | 6  | 1 | 15 | 35  | 98 | −63  | 19  |                                         |
| 10  | ACS Odobești             | 21 | 4  | 3 | 14 | 39  | 66 | −27  | 15  |                                         |
| 11  | Voința Slobozia Ciorăști | 22 | 5  | 0 | 17 | 33  | 76 | −43  | 15  |                                         |
| 12  | Voința Pufești           | 21 | 1  | 0 | 20 | 7   | 76 | −69  | 3   |                                         |

1. 1 2  ACS Odobești și Voința Pufești s-au retras în partea a doua a sezonului și au pierdut toate meciurile rămase cu 0–3.